# 하카타역

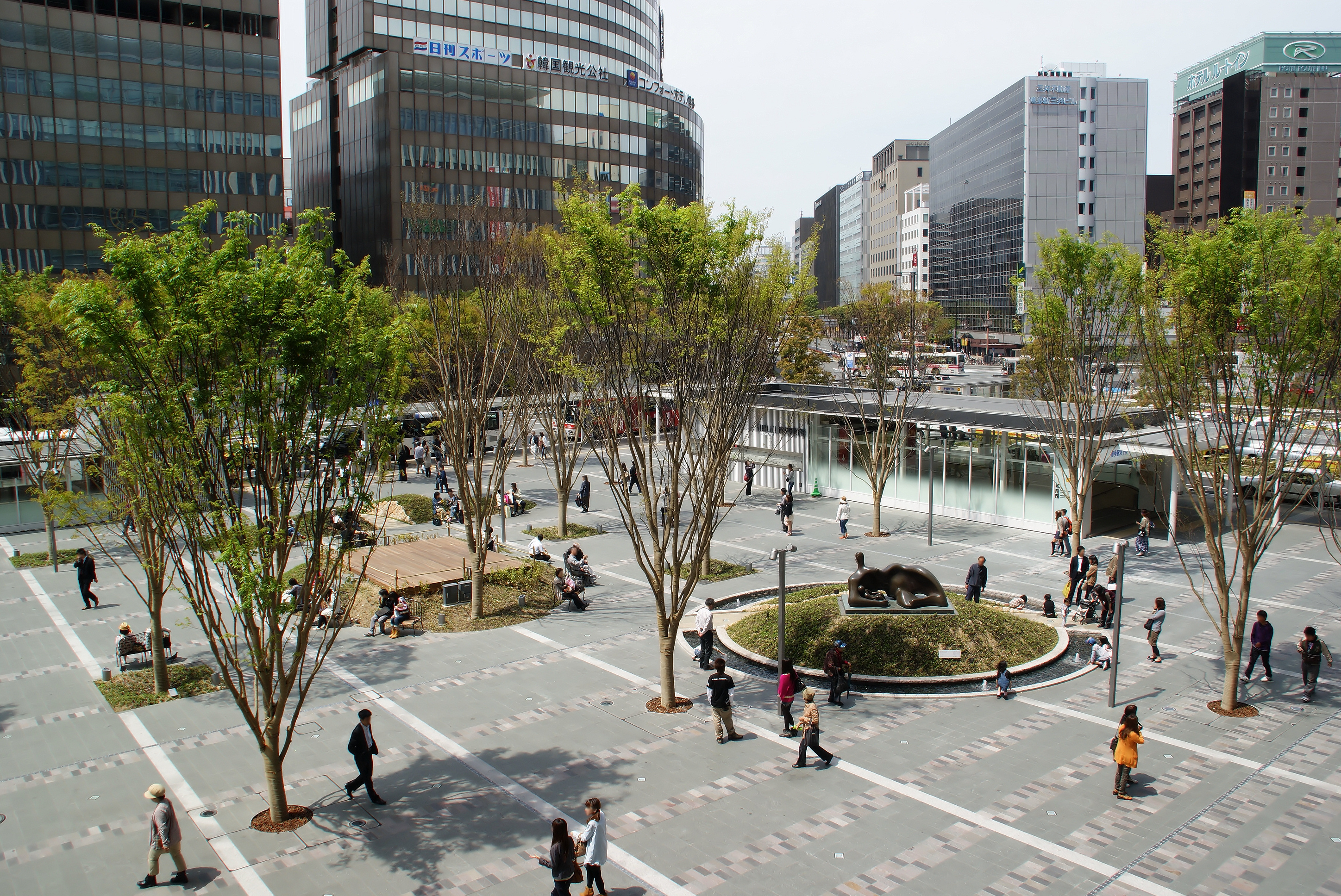
하카타 출입구 역전 광장

하카타역(일본어: 博多駅:はかたえき 하카타에키[*])은 일본 후쿠오카현 후쿠오카시 하카타구 하카타에키추오 가에 있는 큐슈여객철도(JR큐슈), 서일본여객철도(JR 서일본), 후쿠오카시 교통국(후쿠오카시 지하철)의 철도역이다. 규슈철도 개통 때부터 지금까지 존재하는 "규슈에서 가장 오래된 철도역" 중 하나이기도 하다.

## 개요
규슈와 후쿠오카시를 대표하는 터미널 역으로, 규슈 최대의 역이기도 하다. 이 역을 거점으로, 규슈의 주요 도시를 묶는 신칸센, 특급열차나 후쿠오카 도시권 등을 달리는 많은 노선이 발착한다. 2004년 기준으로 특급열차의 발착 개수는 일본에서 제일 많다.
산요 신칸센의 종점이자 도카이도 신칸센, 산요 신칸센의 최서단이기도 하며, 오사카, 나고야, 도쿄 등 혼슈와 연결되는 많은 신칸센 열차가 발착하고 있다. 2011년 3월 12일에는 큐슈신칸센(가고시마 루트)이 이 역까지 연장하여 전 노선 개통과 동시에, 산요 신칸센과 상호 직결 운행을 개시하여, 큐슈신칸센의 기점이 되었다. 또한 도쿄역 이서를 달리는 모든 신칸센 열차(도카이도 • 산요 신칸센 계통의 노조미, 히카리, 고다마 및 산요 • 큐슈신칸센 계통의 미즈호, 사쿠라, 쓰바메)가 정차하는 유일한 역이다.
2007년 3월에 폐점한 하카타 이즈쓰야가 입주하고 있던 당시 역 건물(하카타 스테이션 빌딩)이 해체되어 한큐 백화점이나 도큐 핸즈, 멀티플렉스 시네마 T 조이 등이 입주하는 새 역 건물(JR 하카타 시티)이 건설되어 큐슈신칸센 가고시마 루트 개통 9일 전인 2011년 3월 3일에 개업했다.
2013년 10월 15일에는, JR큐슈의 호화 침대 열차인 크루즈 트레인 나나쓰보시 in 규슈가 이 역을 출발해 규슈 각지를 돌아 다니는 운행을 개시했다.
후쿠오카시 지하철의 역은 JR 역의 바로 밑에 있다. 후쿠오카시 지하철의 역 중에서는 덴진 역에 이어 두 번째로 이용자가 많은 거점역이다. 또, 2023년 3월 27일 후쿠오카시 지하철 나나쿠마선이 하카타역까지 연장되었다.
JR 하카타 역의 사무관 코드는 ▲910127, 후쿠오카 시내의 사무관 코드는 ▲919902이다. 또한 후쿠오카 시영 지하철 하카타 역의 사무관 코드는 8551101이다.

### 이용 가능 철도 노선
JR의 신칸센, 재래선 노선과 후쿠오카 시 지하철 열차가 당역에 정차한다. 지하철 공항선 의역에는 "K11", 지하철 나나쿠마선 의역에는"N18" 이라는 역 번호가 설정되어 있다.
신칸센은 JR 서일본의 산요 신칸센의 종점이자. JR큐슈의 큐슈신칸센의 기점이다. 신칸센에 있어서는 당역이 JR 서일본과 JR큐슈의 경계역이다. 신칸센 역의 소속 노선은 산요 신칸센이다. 또한 이 역에서 JR 서일본 하카타종합차량소까지의 회송 선로를 여객영업노선화한 하카타미나미 선의 기점이기도 하다. 단, 하카타미나미 선은 신칸센 승강장에서 발착하고 차량도 신칸센 차량을 사용 중이지만 공식적으로는 재래선에 속한다.
JR큐슈의 역에 정차하는 재래선은 정식으로는 가고시마 본선 뿐이지만, 요시즈카역에서 분기되는 사사구리 선의 열차도 이 역까지 정차하고 있어 이 계통에 후쿠호쿠유타카 선이라는 애칭이 설정되어 있다.
이용 가능 노선 목록을 정리하면 아래와 같다.
- 큐슈여객철도
  - 큐슈 신칸센
  - 가고시마 본선
  - 사사구리 선 (직결 운행)
- 서일본 여객철도
  - 산요 신칸센
  - 하카타미나미 선
- 후쿠오카 시 교통국
  - ■ 공항선
  - ■ 나나쿠마선

### 교통카드 대응
- JR큐슈의 재래선, 후쿠오카 시 지하철의 개찰구에서 교통계 IC 카드 전국 상호 이용 서비스(전국=일본)에 대응하는 교통카드 등을 사용할 수 있다.
- 신칸센 개찰구에서는 익스프레스 요야쿠의 EX-IC 카드나 스마트 EX 서비스에 대응하는 교통카드 등을 이용할 수 있다. 그러나 큐슈신칸센이나 하카타미나미 선은 익스프레스 요야쿠 대응 노선이 아니기 때문에 이용할 수 없다.
- 역 구내의 대부분의 점포들에서도 교통계 IC 카드 전국 상호 이용 서비스에 따라 전자화폐 카드(PiTaPa 제외[주 2])를 이용할 수 있다.

## 역사

### 지명의 유래
소재지의 옛 지명인 하카타에서 유래되었다.
"하카타"는 고대 일본, 늦어도 릿코쿠시가 성립된 때부터의 지명이었으며 당나라 시대에는 당나라에 하카타가 하케다이(覇家臺), 핫카쿠시마(八角島) 등의 이름의 무역항으로 알려져 있었다. 명나라의 병법서 우베이지에는 당시 일본에 있던 3개의 항구 중 하나인 "하나아사히토우쓰"로 소개되었고, 에도 시대에는 쿠로다(黒田:일본의 씨족 중 하나)가 나카가와 강 건너편에 세워진 "후쿠오카 성 조카마치"와 함께 번성했다.
하카타 역은 메이지 유신에 이은 문명 개화기였던 1889년, 규슈철도가 규슈 최초의 철도를 부설하는 데 있어 당시의 "하카타"의 최남단에 해당하는 조텐지의 경내 남단을 지나 현재의 데키마치 공원 부근에 세워졌다.
하카타는 다자이후의 외항으로써, 고대부터 번성한 도시였으나, 후쿠오카는 에도 시대 구로다가 영주가 되어 후쿠오카 성을 중심으로 번성한 무가 마을이며, 하카타와 후쿠오카는 나카가와 강을 두고 서로 별개의 도시로 취급되었다.
1889년 4월, "시 제도 및 정(쵸•마치)촌(손•무라)제"(市制および町村制)의 공포에 따라 헌령에 의해 하카타와 후쿠오카가 통합되어 후쿠오카시(福岡市)가 되었다. 그 때, 규슈철도의 역명이 하카타가 됨으로써 시 이름 논의의 정착을 도모했다. 이로 인하여 도시 이름을 하카타 시(博多市)로 바꾸려는 움직임도 있었으나, 한 표 차이로 부결되어 현재에 이른다.
그 후, 신칸센의 개통 등으로 '후쿠오카'보다는 '하카타'의 인지도가 더 높아졌다. 그래서 "'하카타 시'라는 도시가 존재하기 이전에는 후쿠오카 시와 하카타 시로 별개의 도시였고 그 자취로 하카타 역이 남아있다" 같은 오해도 존재한다. 과거에 '하카타 시'라는 것은 존재하지 않았으며, 이것은 철도역 이름이 도시 전체의 대외적 인상에 상당한 영향을 끼치고 있는 예이다.
소재지의 도시 이름과 중심 역명에 차이가 있다. 일례로, 일본에 상당히 많은 경우인데, 과거에 지자체 이름을 역명으로 쓰고 있다가 합병 등으로 지자체 이름이 바뀌었음에도 불구하고 역명을 옛날 지자체 이름(또는 옛날 지자체 이름의 틀린 표기) 그대로 유지하는 경우가 있다. 1889년의 시제 • 정촌제 시행 이후 시정촌 합병에도 불구하고 소재지 도시 이름과 중심 역명이 일치하지 않았던 최초의 경우가 도쿄도 무사시노시 소재의 기치조지역이다. 도도부현 현청 소재지의 중심 역인데 역명에 도시 이름이 포함되지 않은 경우는 하카타 역 이외에는 없다.
시내에 터미널 역이 하나 더 있는데, 서일본 철도(니시테쓰) 덴진오무타 선의 시발역인 니시테쓰 후쿠오카(덴진) 역(2001년에 니시테쓰후쿠오카 역에서 개칭)이다. 이것은 니시테쓰후쿠오카(덴진) 역이 후쿠오카의 덴진 지역에 개설되었기 때문이며, JR 역이 '하카타 역'이므로 나중에 개업한 니시테쓰가 도시 이름을 자칭할 수 있었기 때문이다. 덧붙여, 후쿠오카역은 존재하긴 하지만 후쿠오카 시가 아닌 도야마현 다카오카시 후쿠오카 정에 있는 아이노카제토야마 철도의 역이다.

### 이전(移轉) 역사

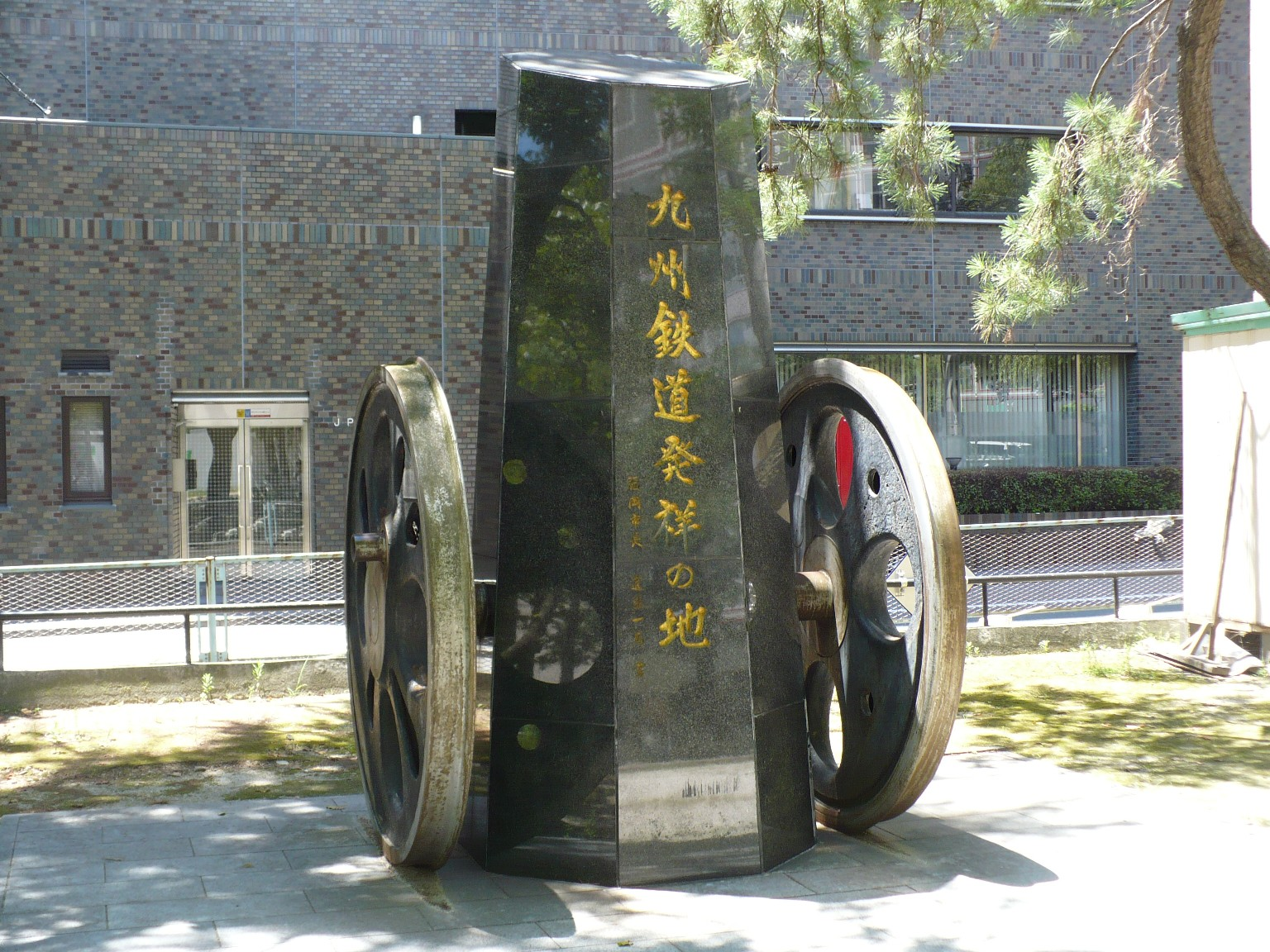
초대 하카타 역 터 기념비(데키마치 공원)

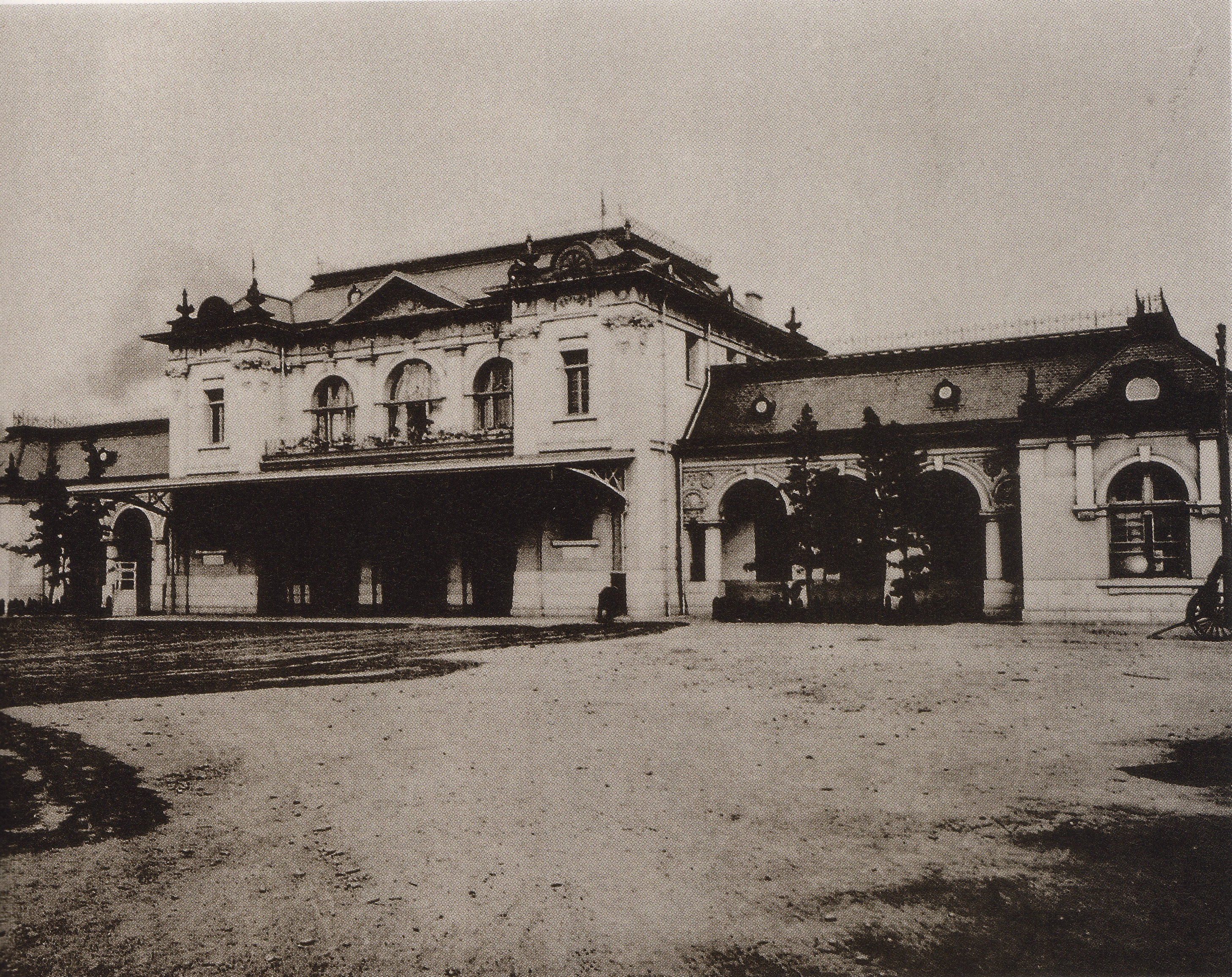
메이지 후반 시기의 하카타 역

하카타 역은 지금까지 2번의 이전을 실시하였다(데키마치 공원 부근 → 기온 역 부근 → 현재). 또한 역사의 대규모 신축 및 개축은 5번 이루어졌다.
데키마치 공원 부근
메이지 22년 역사 (明治22年駅舎)
기온 역 부근
메이지 23년 역사 (明治23年駅舎, 이 역사가 초대(初代) 역사라고 불리는 경우도 많다)
메이지 42년 역사 (明治42年駅舎, 2대째 역사(2代目駅舎)로 불리는 경우도 많다)
현재지
쇼와 역사 (昭和駅舎, 3대째 역사(3代目駅舎)로 불리는 경우도 많다)
헤이세이 역사(平成駅舎, JR 하카타 시티(JR博多シティー))

### 메이지 중반 시기
메이지 시대 중기의 초대 하카타 역은, 규슈에서 최초의 철도인 규슈 철도(초대)가 하카타-지토세 강 임시정거장(구루메역의 북측)간의 개통에 맞추어 1889년 12월 11일에 현재의 데키마치 공원 부근에 개업시켰다. 그러나 곧, 하카타 역에서 동쪽의 개업에 맞춰, 1890년 9월 28일에 현재의 지하철 기온 역 부근에 이전했다. 이 장소는 당시는 후쿠오카 시 경계였고 전답 등의 경지였기 때문에 역의 건설이 용이하고, 또 모지・구마모토 방면에 철도를 묶는 형편상 좋았다고 생각할 수 있다.

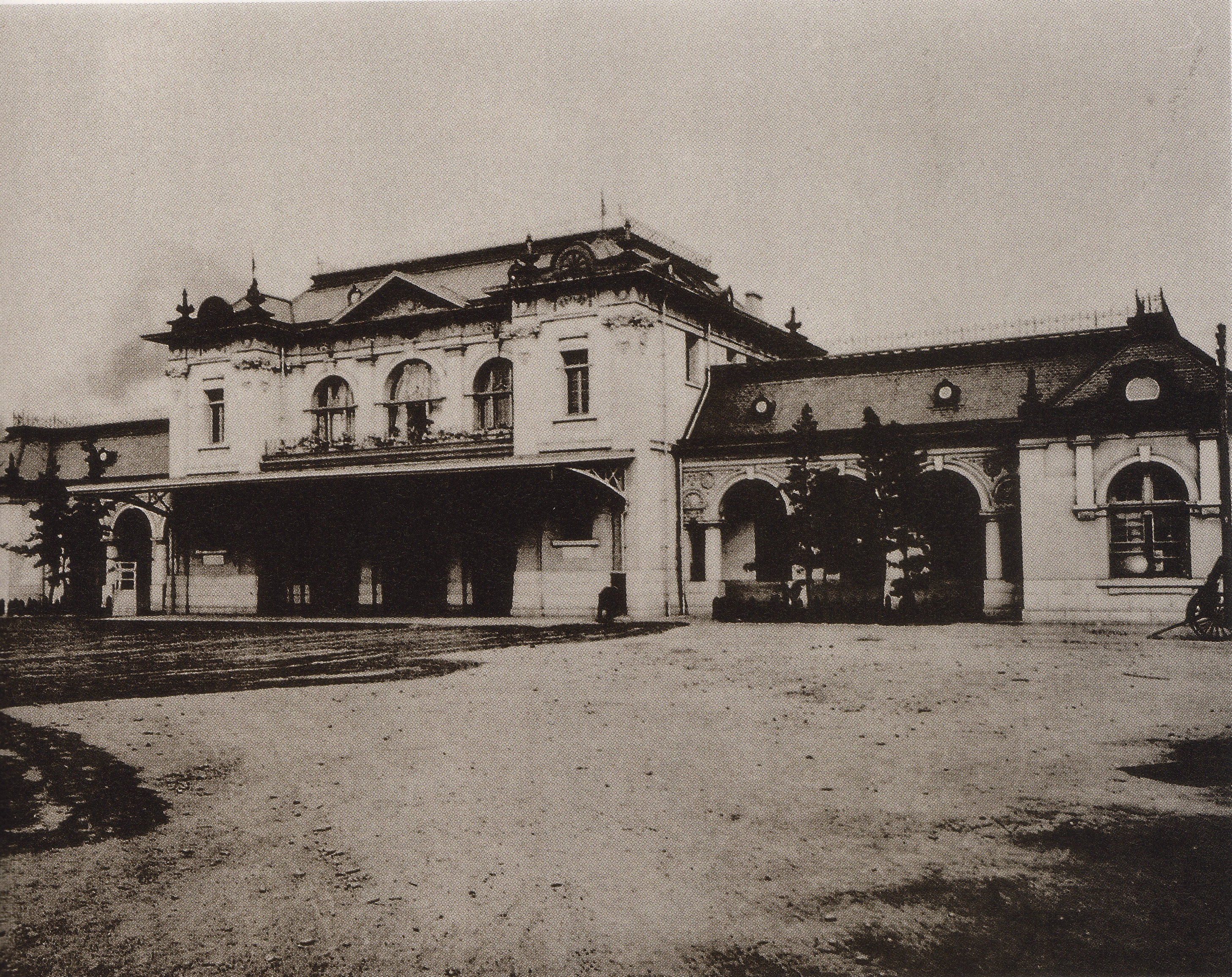
메이지 후반 시기의 역사

역사에 접한 승강장과 섬식 승강장의 2면이 있는 역이었으며, 섬식 승강장의 외측의 선로는 한쪽 편만 본선에 접속되고 있는 유치선으로, 영업 열차의 발착에 사용되는 것은 역사측의 승강장과 섬식 승강장 안쪽의 2선뿐이었다. 또 섬식 승강장 외측에는 전차대(턴테이블)등을 갖춘 기관고가 설치되어 역사측 승강장의 일부에는 화물 승강장이 설치되어 있었다. 이 때의 구내 총 면적은 20,486평방 미터였다고 기록되고 있다.

### 메이지 후반 시기
경제의 발전에 수반해 철도 수송량은 급속히 성장해 규슈의 철도역 중 최대의 수요가 있는 역에도 불구하고 규모가 작았던 하카타 역은 지장을 초래하게 되었다. 이 때문에 역의 개축이 계획되었다. 주변의 토지의 사재기 등의 움직임이 있어 지가가 상승해, 한때는 이전하는 일도 계획되었지만, 결국 현재지에서 개축하게 되었다. 1906년 1월 13일에 임시 역사가 완성해, 계속 8월부터 신역사에 착공했지만, 1907년 7월 1일에 규슈 철도가 국유화 되고, 역의 공사는 국철에 인계되었다.
1909년 3월 3일에 신역사가 완성되었다. 신역사는 벽돌을 쌓아 만든 2층 건물로, 르네상스식의 건물이었다. 총 면적 3,160평방 미터로, 당시의 비용으로 11만 8000엔의 거액의 비용을 투자해 화장실에도 대리석을 이용하는 등 호화로운 건물이 되고 있었다. 승강장은 2면 있어, 영업 열차의 발착에는 3선을 이용할 수 있게 되어 있었다. 섬식 승강장의 외측에는 넓은 화물용의 측선이 준비되어 제일 남쪽에는 화물용 승강장과 화물 가건물이 설치되어 있었다.

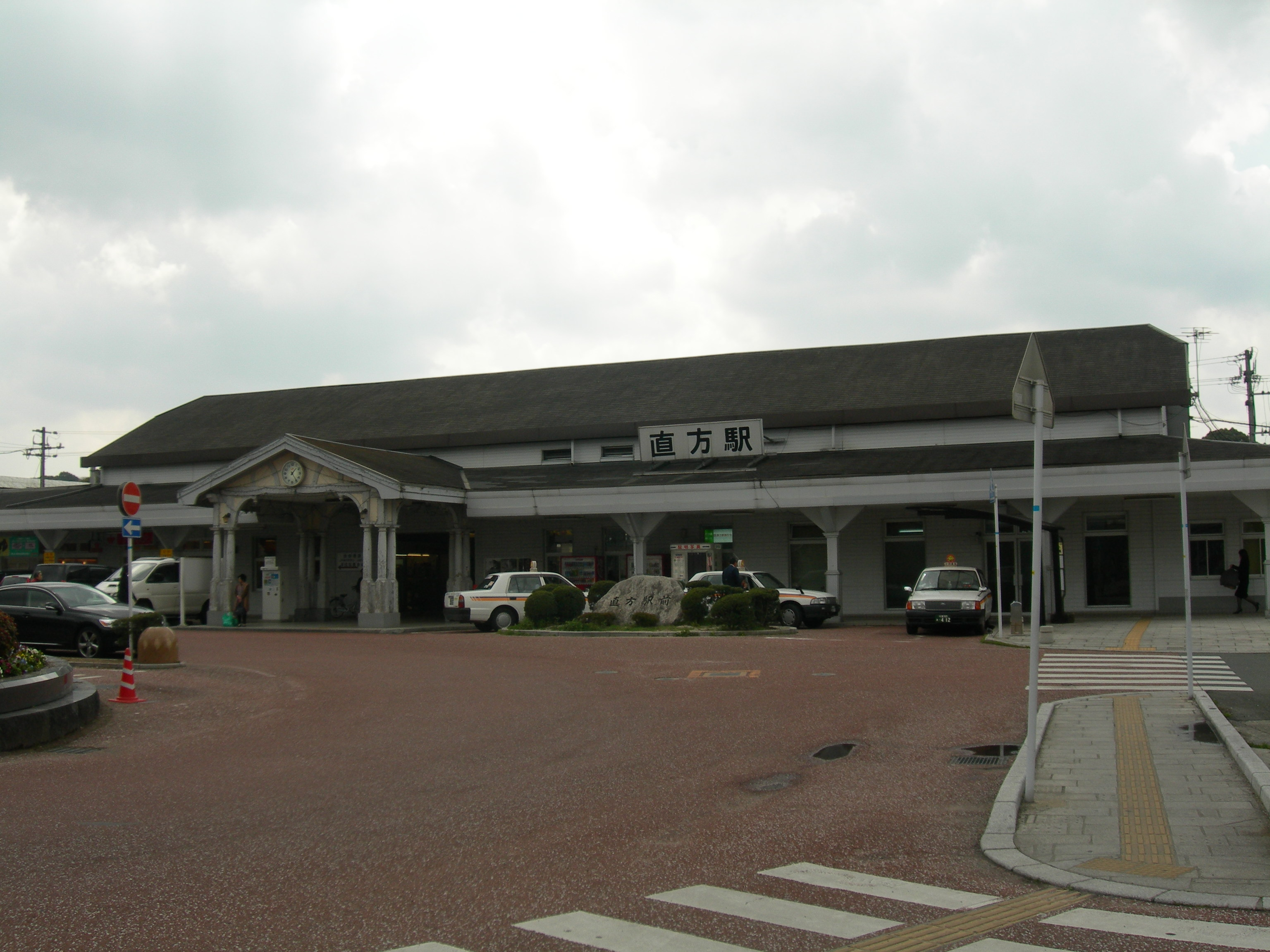
1890년 역사를 이축했다고 전해지는 노가타역(구 역사)

신역사가 완성해 불필요해진 구 역사는, 인접하는 요시즈카역에 이축되었다고 하는 설과 노가타 역에 이축되었다고 하는 설이 있다. 그러나 요시즈카 역은 1904년 개업해 시기가 맞지 않는다고 지적되고 있어 일반적으로는 1910년 3월 1일에 신축 이전으로 기록되고 있는 노가타 역에 이축된 것이라고 생각되고 있지만, 당시의 문헌 등에 의한 증명은 정확하지 않다. 덧붙여 이 1910년에 신축 이전한 노가타 역사는 2011년에 신역사 완성에 의해 역할을 양보했다. 구 노가타 역사의 보존을 요망하는 운동도 있었지만, 노가타시는 보존 필요 없음으로 여겨 동년 10월부터 해체되었다.
그 후, 화물 취급량이 한층 더 증가해 나가, 1914년에는 구내의 확장 공사를 해 화물 취급 설비가 증설되었다. 1911년 5월 17일에 요시즈카측을 사사구리 선의 단선 부분을 전용하는 형태로 복선화 해, 1919년 10월 15일에는 남쪽도 후쓰카이치까지 복선화가 완성했다.
1925년 11월 20일에 기타큐슈 철도는 신야나기초 역(후의 지쿠젠타카미야 역) - 남 하카타 역간을 개통시켰다. 그 후 신야나기초-남 하카타간에 남 하카타 분기점(후의 스미요시 신호소)을 설치하고, 거기에서 선로를 늘리는 형태로 1926년 10월 15일에 기타큐슈 철도가 하카타 역에 노선 연장해 왔다. 이 때에 남 하카타 역은 여객 영업을 폐지해 화물 전용이 되었다. 하카타 역의 화물 수요는 계속 증대해 남 하카타 역(통칭 스미요시 화물적사장)에 일부를 전가했고, 요시즈카역・지쿠젠타카미야 역・하카타 항역에도 화물의 처리를 분산시켰다. 이 기타큐슈 철도는 1937년 10월 1일에 국유화 되어 국철 지쿠히 선이 되었다.
이러한 일로부터 곧바로 역사가 비좁음이 되어, 1939년에는 이미 이전 확장의 계획이 부상하고 있다. 1942년 1월에는 실제로 도시계획 결정이 신청되어 1943년 4월에는 인가도 받았지만, 전쟁의 격화에 의해 11월에 중지되었다.
그리고 부박연락선이 부산까지 연결되어 있었다. 1945년 6월 20일에는 후쿠오카 대공습으로 피해를 받았다.
일본이 제 2차 세계대전을 치르고 패전한 후에도 하카타 역의 혼잡은 한계에 이르고 있어 1947년에는 화물열차는 모두 하카타 역을 통과하도록 해, 하카타 역에 발착하는 화차만을 별도로 요시즈카역에서 편성 다시 해 운전하는 형식으로 변경하고, 하카타 역의 부담을 완화했다. 화물 취급에 사용하고 있던 승강장을 여객용 제 3 승강장으로 전용해, 여객용 승강장이 3면이 되었다. 그러나 화물 설비를 여객용으로 전용했기 때문에, 화물의 처리 능력은 더욱 더 핍박하게 되었다.
메이지 시대에 완성한 벽돌을 쌓아 만들어진 역사는, 발본적인 개축은 곤란하고 증대하는 여객 수송에 다 대처할 수 없었다. 후쿠오카시의 급속한 발전에 수반해 승하차객수는 격증을 계속해 특히 화장실의 부족은 심각이 되고 있었다. 플랫폼도 좁게 혼잡하고 있어 혼잡하는 시기에는 시발역에서 좌석을 확보하기 위해서 본래는 다른 역으로부터 출발하는 승객도 하카타 역을 이용하기 때문에 한층 더 혼잡이 늘어나, 사상자가 나올 수도 있다고 염려될 정도의 혼잡이 되고 있었다. 또, 하카타 역이 지상에 있기 때문에 역의 전후에 건널목이 있어, 열차의 발착이 많은 시간대에는 1시간에 50분 가깝게 건널목이 닫히는 이른바 「열리지 않는 건널목」이 되고 있었다. 이러한 문제는, 역을 이전해 고가화하는 것으로 밖에 해결할 수 없다고 생각할 수 있었다.

### 쇼와 시대

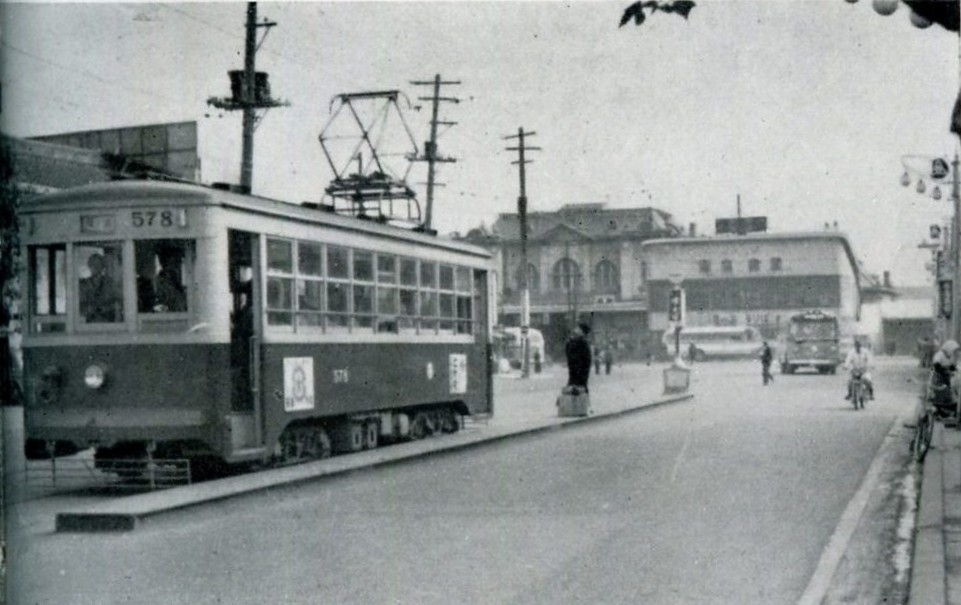
서일본 철도 후쿠오카 시내선 하카타 역 앞 전차 정류장에 정차한 니시테쓰 578호 노면전차(1958년경). 뒤로 당시의 하카타 역(2대)의 모습이 보인다.

역사 이전 확장이 재차 추진되기 시작해 1958년 12월에 고가식의 여객 전용역으로 하는 것이 결정되어 1960년 7월에 착공되었다. 하카타 역에서 취급되고 있던 화물은 1961년 6월 1일에 폐지되어 요시즈카역에 이전되었다. 또 가시이 조차장이 완성되고, 후쿠오카 지구에서의 화물의 입환작업을 혼자서 맡고 있다. 화물 취급 폐지와 같은 날, 모지 항에서 구루메까지의 교류 전화가 완성되어, 이전 직전의 하카타 역도 전철화되었다. 덧붙여 이 때, 감전 사고 방지 때문에, 교류 전화에는 높이가 충분하지 않았던 과선교의 하부가 절연 구간이 되었다.

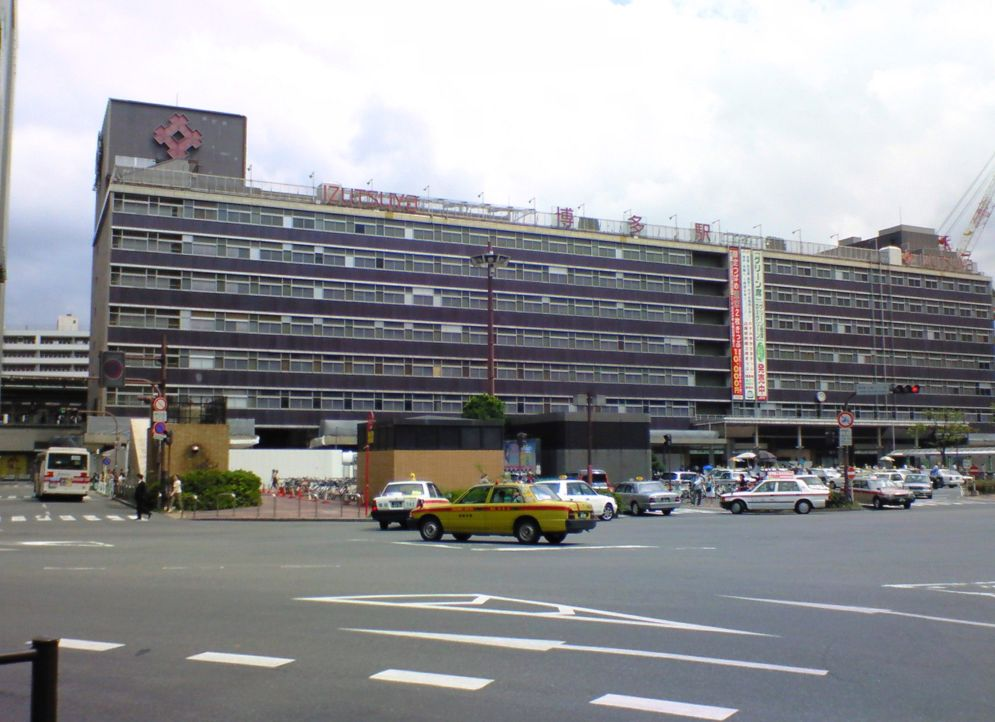
3대 역사(하카타 스테이션 시티)

1963년 12월 1일에, 2010년까지 사용된 3번째 역사가 개업했다. 그 때까지 하카타 역 부근에서 시가지에 역을 접근하기 위해서 크게 구부러져 있던 것을 자르듯이 남동 방향으로 이전되어 이것에 의해 가고시마 본선에 대해 요시즈카 역과의 거리가 1.6km에서 1.8km, 다케시타역과의 거리가 3.4km에서 2.7km가 되어, 합해 0.5km 단축되어 지쿠히 선에 대해서는 지쿠젠미노시마 역과의 거리가 2.3km에서 1.6km가 되어 0.7km 단축되었다. 0시 52분에 구 역사 마지막 열차를 내보내면, 신역사에의 분주한 이사를 해 4시 28분에 신 역 최초의 열차가 출발했다. 신 역은 4면 8선으로 완성해, 2면 4 선분의 증설이 가능한 것 같게 배려되어 있었다. 결과적으로 이 2면 4선은 산요 신칸센에 활용되게 되었다. 또 다케시타 기동차구와 묶는 본선과 독립한 선이 건설되고, 하카타 역에서 열차의 회송이 본선의 선로 용량을 압박하지 않게 되었다. 신역사로의 통로를 건설하기 위해서 철야로 구 역 승강장의 철거 작업을 하고, 구 역사의 전후에 2개의 통로가 통해졌다. 이전 전의 구 역사는 귀중한 문화재이다라는 관점으로부터 보존도 검토되고 있었지만 예산 형편이 되지 않고, 12월 13일의 후쿠오카시 의회에서 보존안이 부결되어 후쿠오카 시의 도시계획에 근거해 구 역사의 지점을 관통하는 도로(다이하쿠 대로)가 건설되어서 해체되었다.
1975년 3월 10일에는, 산요 신칸센이 하카타 역까지 개업했다. 이 때에는, 쇼와 역사 건설시에 미리 준비되어 있던 공간이 활용되었다. 1983년 3월 22일에는 후쿠오카 시 교통국의 지하철이 하카타 역까지 개업했다. 이 때는 임시역(현재의 기온역 방면 연락 통로 부근)이었지만, 1985년 3월 3일에 본역이 개업했다. 한편, 지상을 길게 주행해 후쿠오카 시내의 도로 교통의 방해가 되고 있으며, 비전화 단선으로 수송력에 한계가 있던 국철 지쿠히 선의 메이노하마역-하카타 역간은 지하철에 대체되어 지하철 개업과 동시에 폐지가 되었다. 지쿠히 선의 메이노하마 이서는 전철화되어 지하철에 직통해 하카타 역까지 운행하게 되었다.
1987년 4월 1일에 국철 분할 민영화를 해 하카타 역 중 재래선 부분이 JR 큐슈에, 신칸센 부분이 JR 서일본에 승계되었다.

### JR 큐슈 시대
1990년 4월 1일에 신칸센 차량 기지(하카타 종합차량사업소)까지의 회송용의 선로를 여객화한 하카타미나미 선이 개업했다. 1993년 3월 3일에는 후쿠오카 시 지하철이 후쿠오카 공항까지 추가 연장되어 하카타 역에서 바로 공항에 갈 수 있게 되었다.
2005년부터 큐슈 신칸센 개업을 준비하고자 승강장의 재편 및 역사의 대규모 증개축 공사를 시작했다. 승강장 부분은 재래선의 공간을 일부 깎아 거기에 산요 신칸센・큐슈 신칸센용의 증설 승강장을 건설하는 등의 공사를 했다. 또 이 때까지 쓰인 역사인 하카타 스테이션 빌딩을 철거하고, 새로운 역 건물(JR 하카타 시티)을 건설하는 공사를 해 2011년 3월 3일에 개업했다.
2023년 3월 27일 후쿠오카시 지하철 나나쿠마선이 하카타역까지 연장되었다

### 연표
- 1889년(메이지 22년) 12월 11일 - 하카타-지토세 천 임시정거장간 개업에 맞추어 규슈 철도의 역으로서 개업. 초대 역은 현 지점으로부터 북서로 약 650m의 데키마치 공원 부근에 있었다.
- 1890년 9월 28일 - 아카마-하카타 역간 개통과 동시에 역을 현재의 지하철 기온 역 부근으로 이전.
- 1903년 1월 10일 - 하카타 역 개축 계획 인가.
- 1905년 2월 16일 - 큐슈 철도(현 사사구리 선) 요시즈카-하카타 역간 연장에 의해 동 구간 단선 병렬화.
- 1906년(메이지 39년)
  - 1월 13일-임시 역사 완성.
  - 8월- 신 역사 착공.
- 1907년 7월 1일 - 규슈 철도가 국유화, 관립 철도에 이관.
- 1909년 3월 3일- 신 역사 완성.
- 1911년(메이지 44년) 5월 17일 - 사사구리 선 1선 부분을 활용해 요시즈카-하카타 역간 복선화.
- 1914년(다이쇼 3년) - 구내 확장 공사를 실시, 화물 홈을 증설.
- 1919년 10월 15일 - 하카타-후쓰카이치역간 복선화.
- 1926년 10월 15일 - 기타큐슈 철도가 남 하카타 분기점-하카타 역간 연장에 의해 노선 연장.
- 1937년(쇼와 12년) 10월 1일 - 기타큐슈 철도가 국유화, 일본국유철도 지쿠히 선이 된다.
- 1942년 1월 - 역 이전을 위한 도시계획 신청.
- 1943년 4월 - 도시계획 인가.
  - 11월 - 전쟁 격화에 의해 이전 계획 중지.
- 1945년 6월 20일 - 후쿠오카 대공습에 의해 피해를 입음.
- 1946년 1월 - RTO(철도 사령부) 사무소 설치.
- 1948년 10월 - 서쪽 과선교 설치.
- 1958년 12월 - 하카타 역의 이전・고가화 결정.
- 1959년 12월 15일 - 소량 혼재 화물의 하카타 역에서의 취급을 폐지해 요시즈카역에 집약.
- 1960년 7월-이전 공사 기공.
- 1961년 6월 1일 - 모지 항-구루메역간 전철화. 요시즈카 역에 화물 취급을 이전해 폐지.
- 1963년 12월 1일 - 요시즈카-하카타-다케시타・지쿠젠미노시마 역간 경로 변경에 수반해 현재의 자리에 재이전해 고가화.
- 1964년 11월 - 하카타 역 지하가가 준공, 오픈.
- 1966년 - 하카타 이즈쓰야가 하카타 스테이션 빌딩내에 오픈.
- 1968년 1월 16일 - 미국 해군 원자력 항공 모함 「USS 엔터프라이즈 (CVN-65)」기항 반대 운동을 위해 야행 급행열차로부터 하차한 과격파 학생이 구내에서 기동대와 충돌(하카타 역 사건). 이것을 촬영한 텔레비전 방송국 필름이 재판의 증거가 되어 후에 문제화(하카타 역 TV 필름 제출 명령 사건).
- 1975년 3월 10일 - 산요 신칸센 오카야마-하카타 역간 개업. 지쿠시 출입구 역사(신칸센 하카타 빌딩) 완공.
- 1983년 3월 22일 - 후쿠오카 시 교통국(후쿠오카 시 지하철, 임시역)개업과 동시에 지쿠히 선 하카타-메이노하마역간 폐지.
- 1985년 3월 3일 - 후쿠오카 시 지하철 정식 개업.
- 1987년 4월 1일 - 국철 분할 민영화, 재래선 부분을 JR 큐슈, 신칸센 부분을 JR 서일본이 승계.
- 1990년(헤세이 2년) 4월 1일 - 산요 신칸센의 회송선을 여객선화한 하카타미나미 선이 개업.
- 1991년 3월 16일 - 요시즈카-하카타간이 가고시마 본선과 사사구리 선의 별선화에 수반해 9번 승강장을 신설.
- 1993년 3월 3일 - 후쿠오카 시 지하철이 후쿠오카 공항역까지 연장, 공항선이라는 애칭이 설정된다.
- 1999년(헤세이 11년)
  - 6월 29일 - 6.29 호우 재해. 근처를 흐르는 미카사 강의 호우에 의한 범람으로 역 구내가 침수해 전면 정전이 된다.
  - 12월 4일- JR 큐슈가 자동 개찰기를 도입.
- 2003년 7월 19일 - 1999년에 이어 호우에 의한 미카사 강의 범람으로 역 구내가 또 다시 침수해 JR 큐슈측이 전면 정전이 된다.
- 2005년 2월 27일 - JR 서일본이 자동 개찰기를 도입.
- 2007년 6월 10일 - 신칸센 승강장 증설 공사에 수반해 7・8번 승강장의 남반과 9번 승강장이 사용 정지.
- 2009년(헤세이 21년)
  - 3월 1일 - JR 큐슈가 IC 카드 SUGOCA의 이용을 개시(JR 큐슈 재래선 이용만).
  - 3월 7일 - 후쿠오카 시 교통국이 IC 카드 하야카켄의 이용을 개시(지하철 이용만).
  - 11월 - 규슈 신칸센 전면 개통에 대비해 신칸센 승강장 내 자동 방송의 음성이 갱신된다.
- 2010년 3월 13일 - SUGOCA, 하야카켄, nimoca, suica 상호 이용 개시(산요 신칸센, 하카타미나미 선 제외).
  - 12월 - 신칸센 개찰구의 행선안내기가 풀 컬러 LED화. 또, 13, 14번 승강장의 승강장상에 풀 컬러 LED의 승차 위치 안내기가 설치된다.
- 2011년(헤세이 23년)
  - 2월 5일 - 재래선 중앙 개찰구의 행선안내기가 LCD로 갱신된다(동쪽 출입구는 다음날부터 사용 개시).
  - 3월 3일 - 신 역건물(JR 하카타 시티) 개업. 신칸센과의 동일 개업에 의한 혼란을 피하기 위해 선행 개업.
  - 3월 12일 - 큐슈 신칸센 하카타 역- 신야시로간 전면 개통 및 산요 신칸센과 상호 직결 운행 개시.
- 2012년 3월 17일 - 재래선 승강장 발착 방송에 역 멜로디를 도입
- 2023년 3월 27일（레이와 5년） - 후쿠오카시 지하철 나나쿠마선이 하카타역까지 연장되었다[5]

## 큐슈신칸센 개통을 위한 작업

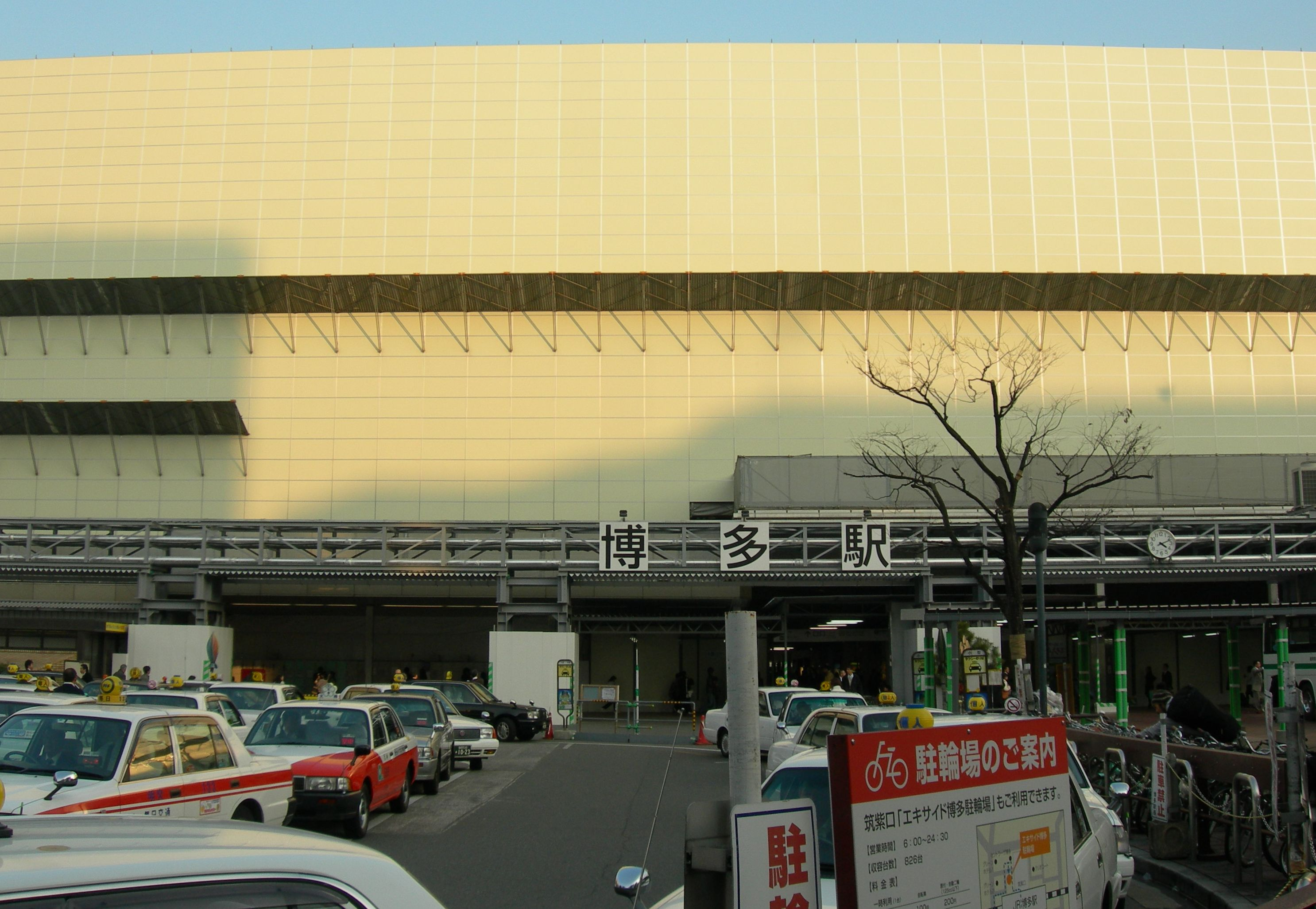
해체 직전의 하카타 스테이션 시티(구 역사, 2008년 1월 촬영)

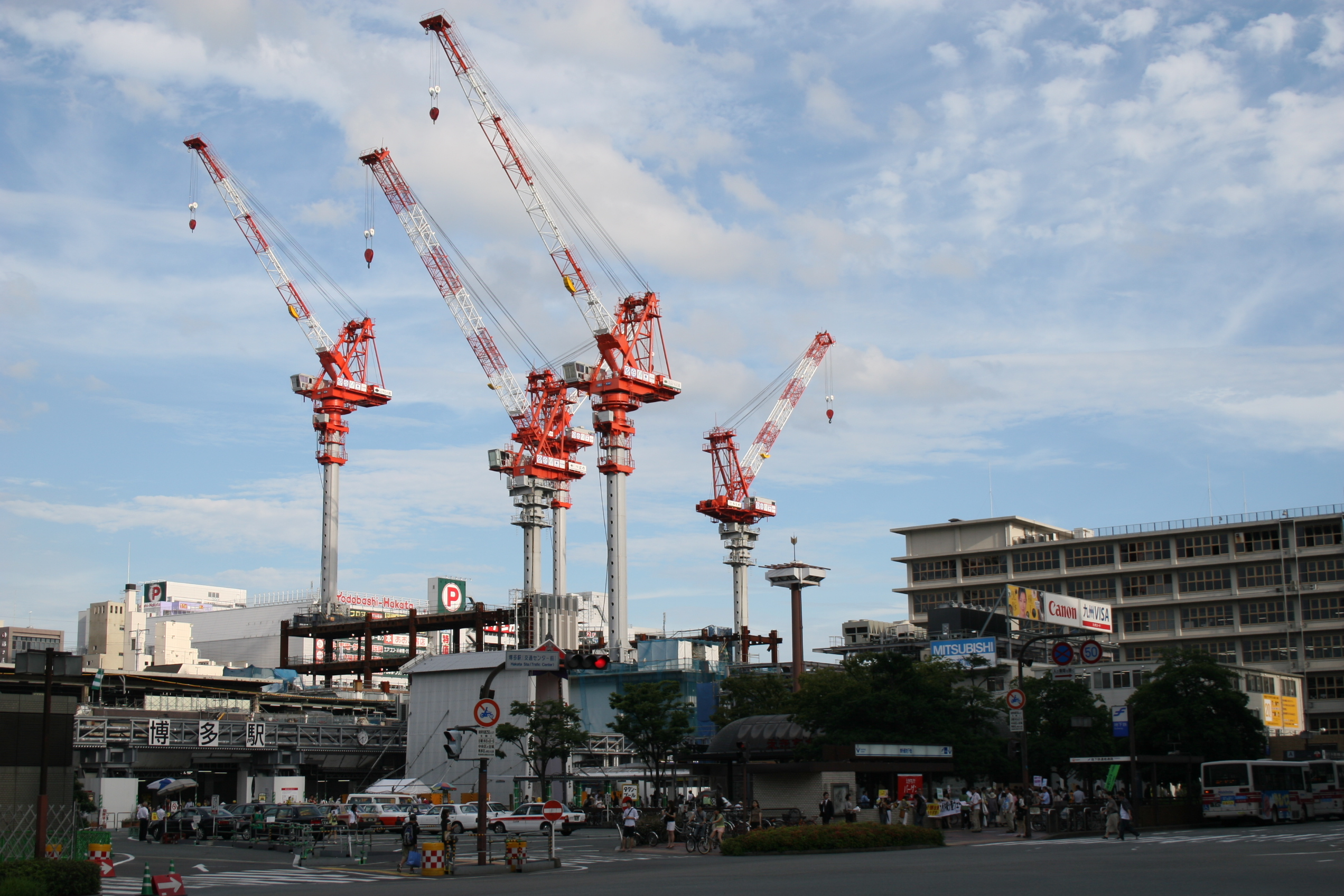
건설 중인 JR 하카타 시티 (2008년 7월)

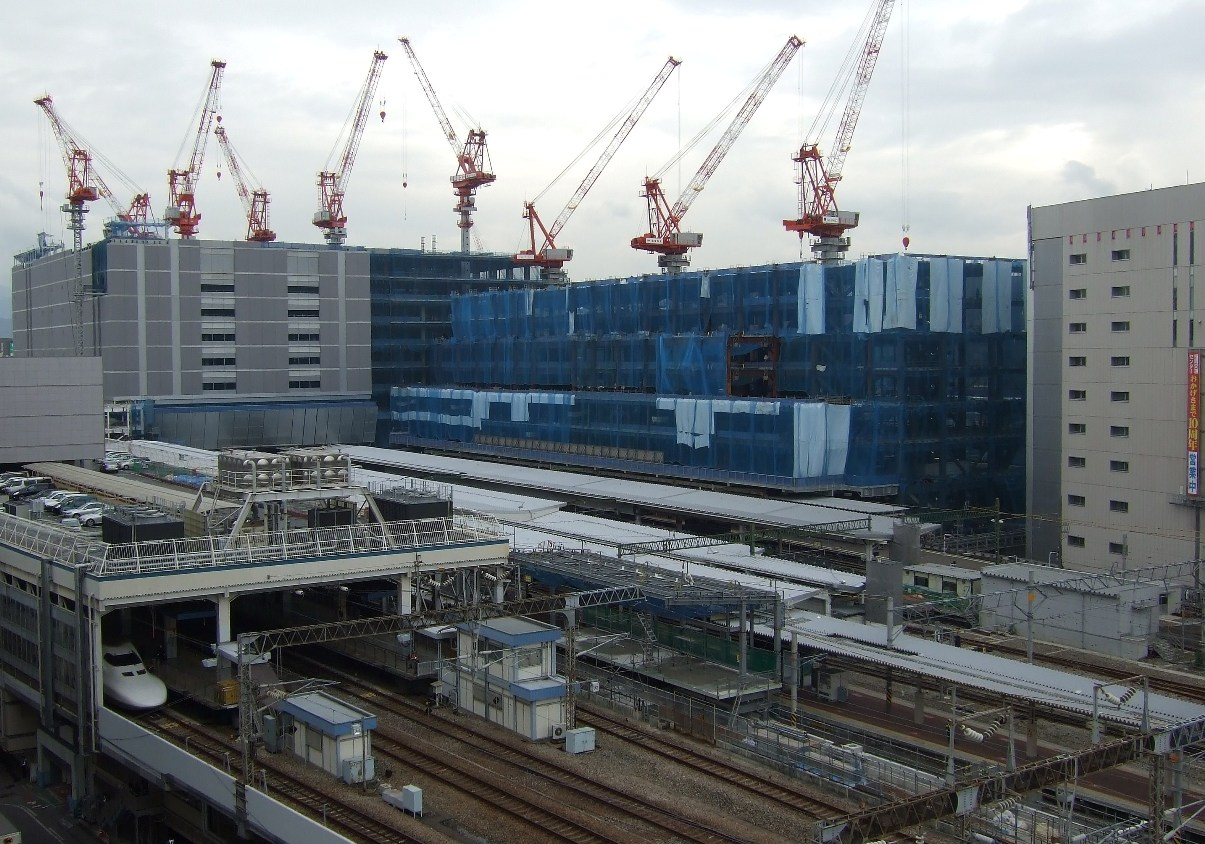
건설 중인 JR 하카타 시티 (2009년 10월)

하카타 역은 2011년에 전 노선 개통한 큐슈 신칸센 가고시마 루트의 기점역으로, 산요 신칸센과의 상호 직결 운행을 하고 있다. 가고시마 루트 전 구간 개통을 준비 시기를 염두에 두고, 2006년부터 역사 해체 및 신축, 신칸센 승강장의 증설이나 재래선 승강장의 재편, 역 주변의 환경 정비 등의 종합 재개발이 이루어졌다.

### 신칸센 승강장 공사
2005년 10월 1일에 실시된 가을의 다이어그램 개정과 함께 큐슈신칸센 개통 준비 공사(신칸센 승강장 신설 공사 등)가 개시되었기 때문에, 재래선의 승강장 변경이 실시되었다.
신칸센 승강장 신설에 따라, 신칸센 고가 하부에 있던 재래선의 9번 타는 곳(단식 승강장)이 철거되었으며, 7,8번 타는 곳도 남쪽 절반 부분의 사용이 중지되었다.이것에 의해 태어난 공간에 신칸센 승강장(섬식 1면 2선)이 신설되었다. 공간이 협소하기 때문에, 신설된 신칸센 승강장 서쪽 면(11번 타는 곳)을 8량 편성에 대응시키고 선로를 이 승강장에서 끝나게 하여 당역 시발 열차만 발착하게 설정하고, 재래선 8번 타는 곳과 맞붙임(승강장 높이는 다르다)으로 하는 등의 구조로 되어 있다.
하카타 역 부분의 공사에 대해서는 큐슈 신칸센 전체의 건설을 담당한 일본 철도 건설・운수 시설 정비 지원 기구로부터 역을 관할하는 JR 큐슈, 서일본여객철도~JR 서일본에 수탁되어 두 회사가 분담하였다. 전체 길이 약 1 km (0.62 mi) 구간이 4개의 공구로 분할되어 중앙의 2개의 공구를 JR 큐슈가, 양단의 2개의 공구를 JR 서일본이 담당했다. 또, 전기 설비와 레일의 부설은 JR 서일본이 담당했다. 단, 영업 중인 재래선과 신칸센의 선로 사이의 협소한 공간으로 인하여 건설을 실시하는데 있어서 어려운 조건이었다.
건설 기간의 단축과 비용의 삭감을 위해서, 신칸센의 고가는 기존의 재래선의 고가 위에 겹쳐 건설하는 "고가의 중층화"가 검토되었다. 전문가에 의한 내진성과 내구성의 자세한 검토의 결과, 기초 보강을 실시하는 것으로 가능하다고 판단되었다. 승강장 및 선로의 본체 공사는 2010년 9월 23일에 완료되었다.

### 하카타 출입구 역 빌딩 공사
하카타 출입구에는 큐슈신칸센 전 구간 개통 이전인 2011년 3월 3일에 지하 3층, 지상 10층 규모의, 기존 역 건물보다 연면적이 약 7배 높은 약 200,000 m2인 새 역 건물인 "JR 하카타 시티"가 개업하였다.

### 하카타 역 재정비 사업
새 역 건물 "JR 하카타 시티"와 병행하여 하카타 출구 역전 광장 및 역 건물 주변 재정비 사업이 후쿠오카시에 의해 실시되고 있다. 새 역 건물 개업에 맞추어 사용을 개시할 예정이었으나, 일부 사업 대상 시설의 완성은 건물 개업 이후로 늦어졌다.
대상 사업은 아래와 같다.
- 하카타 출입구 역전 광장(새 역 건물 전면)의 재정비
북쪽 지상부 및 남쪽 지상부와 지하부. 지하부에는 지하 통로, 아뮤 플라자 하카타 소속의 새 지하 상가, 지하 주차장 정비.
- 새 역 건물 2층(하카타 출입구 측)의 공중 회랑(페드웨이) 설치.
- 하카타 출입구 역전 광장의 지하 주차장과 지상과의 차량 연결 도로 건설.

연결로 등
본래는 지상 1층에는 기존의 중앙 콩코스(지쿠시 출입구와 하카타 출입구를 잇는 통로)의 남측에 연결 통로를 신설하고, 지상 2층 부분(하카타 출입구 측)에는 인접한 하카타 버스 터미널(구 하카타 교통 센터), 구 하카타 우체국(현 KITTE 하카타) 건물 방면으로 통하는 공중 회랑(페드웨이)을 설치할 계획이었다. 그러나 2011년 3월 3일의 새 역 건물 개업 때에는 이 중 하카타 버스 터미널과의 연결 통로만 신설되었다. 또한 다이하쿠 거리에 접하는 하카타 신미쓰이 건물 부근의 보도까지 '하카타 역 보행자 연결교'라는 이름의 통로를 연장하고, 2012년 12월 20일에 개업하였다. 또한 그 통로는 KITTE 하카타, JRJP 하카타 빌딩(현 하카타 우체국이 입주해 있음) 방향으로도 각각 연장되었다.
역 앞의 하카타 출입구 교차로를 횡단하는 지하 통로도 정비되었다.
역 건물 중앙 콩코스 주변에 광장이 신설되었다.
하카타 출입구 역전 광장
본래 이곳은 기존의 택시 승강장과 지하철 출입구가 있던 남쪽 부분과 공사 개시 시작 이전에 평면 주차장이 있었던 북쪽으로 나뉘어 있었다. 여기에서 남쪽 부분이 일신되어 큰 지붕 기념물이 놓인다. 후쿠오카시에 따르면 이벤트를 실시하고 "시민의 휴식"이 되는 교류 공간을 마련한다고 한다. 남쪽 부분의 지하에는 지하 1층에 아뮤 플라자 하카타 소속의 새로운 지하 상가가, 지하 2층에는 지하 송영장이 설치되었다. 또한 지하 3층 부분은 인접한 KITTE 하카타와 연결된 KITTE 하카타 • JR 하카타 시티 주차장이 되었으며, 출입구는 KITTE 하카타의 남측에 설치되어, 2016년 4월 21일에 개업하였다.
역전 광장의 북쪽 부분은 지상에 택시 승강장, 일반 차량 승강장이 집약되어 재정비되었다.
2011년 3월 3일 기준 지상 부분은 대부분 완성되어 사용되고 있다. 남쪽 부분에는 하카타 경찰서 하카타 역 교번이 지쿠시 출입구에서 이전하여 설치, 사용되고 있다.
역전 광장 남쪽의 지하 1층에는 "JR 하카타 시티 주차장"이 오픈하였다. 요금은 자전거와 50cc 미만의 바이크가 2시간까지 무료, 2시간을 넘으면 하루마다 자전거가 100엔, 바이크가 200엔씩 가산된다.

## 역 구조
승강장은 JR 재래선, JR 신칸센과 후쿠오카 시 지하철 총 3곳이 있다. JR 재래선, 신칸센 승강장은 남북 방향으로 고가화되어 있고, 후쿠오카 시 지하철은 동서 방향의 지하에 있다.
역 서부를 하카타 출입구(博多口), 역 동쪽을 지쿠시 출입구(筑紫口)라고 한다.
역사는 JR큐슈와 JR 서일본으로 나뉘어 있으며, 역장실도 각각 따로 있다. 승강장은 재래선과 신칸센 11・12번 타는 곳이 JR큐슈, 신칸센 13 ~ 16번 승강장이 JR 서일본의 관할이다. 단, 신칸센 11・12번 타는 곳의 운전 취급 등은 JR 서일본이 담당한다. 역 건물도 하카타 출입구 ・ JR큐슈 측은 "JR 하카타 시티"가, 지쿠시 출입구 ・ JR 서일본 측은 산요 신칸센 승강장 바로 윗쪽에 오피스 빌딩인 "신칸센 하카타 빌딩"이 있으며, 후자의 하부에 상업 시설인 하카타 데이 토스가 입주하고 있다. 또, 중앙 콘코스 북쪽의 재래선 승강장 바로 아래에는 마잉 하카타 역 상점가가 입주하고 있다.
하카타 출입구와 지쿠시 출입구는 동서로 되어 있는 역 중앙의 콘코스로 연결되어 있다. 하카타 출입구는 JR큐슈의 재래선 승강장에 가깝고, 지쿠시 출입구는 JR 서일본의 신칸센 승강장에 가까운 위치에 있다(개찰구의 위치는 각 철도 기업 문단에 후술).
또한 새 역 건물인 JR 하카타 시티의 낙성에 따라, 중앙 콘코스에서 남쪽으로 가까운 건물 1층 부분과 3층에 동서로 되어 있는 새 연결 통로가 설치되었다. 3층 새 통로의 개찰구 밖에는 나나쓰보시 in 규슈의 여행 설명 및 이용객 전용 라운지인 긴세이가 있다. 또한 중앙 개찰구 근처의 미도리노마도구치에는 외국인 전용 창구가 있다.

### JR큐슈 · JR 서일본
JR의 특정도구시내제도의 '후쿠오카 시내' 역이며, 운임 계산의 중심역이다.

#### 승강장
재래선의 승강장은 2층에 있으며, 섬식 승강장 4면 8선의 형식이다. 본 역 시발・종착 열차가 다수 존재하며, 신칸센 관련으로 5면 9선의 구조에서 축소한 적도 있으며, 1,2번 타는 곳이 확폭되고 있다. 요시즈카역 ~ 하카타 역 간의 3선 구간의 후쿠호쿠유타카 선을 주행하는 열차는 7・8번 타는 곳에만 입선이 가능하며, 8번 타는 곳은 다케시타 방면으로는 선로가 끊기기 때문에, 8번 타는 곳은 후쿠호쿠유타카 선 열차 전용 승강장이다. 이전에는 7・8번 타는 곳의 동쪽(신칸센 고가 하부)에 9번 타는 곳이 있어, 이 승강장이 후쿠호쿠유타카 선 전용이었지만, 신칸센 승강장 증설로 인하여 폐지되었다.
재래선 승강장간의 연락 통로는 승강장 하부 2층의 남북으로 「주오도리로」와「히가시도리로」 2개가 있다. 양 통로 모두 신칸센 환승 개찰구가 있다. 하카타 출입구의 신역건물 JR 하카타 시티의 완공에 수반해, 역건물 3층에도 「하카타 시티 3층 개찰구」가 설치되어 2011년 3월 7일에 사용 개시했다. 3층 연락 통로의 개찰내는 광장이 되어 있어 커피 스탠드나 휴식용의 의자가 줄선다. 재래선 승강장의 일부에 직접 및 신칸센 중앙 광장 방면으로 환승 개찰구 경유로, 각각 연락한다.
신칸센 승강장은 3층에 있어 섬식 승강장 3면 6선이다. 1975년의 산요 신칸센 개업시는 2면 4선이었지만, 2011년의 규슈 신칸센 전면 개통에 수반해 종전의 11 - 14번 승강장을 13 - 16번 승강장으로 변경(개번)한 다음, 서쪽으로 1면 2선을 증설하였다. 증설된 승강장 중 1선(11번 승강장)은 8량 편성 대응의 짧은 승강장으로, 오구라 방면으로 통행 금지가 있는 관계로 규슈 신칸센・하카타미나미 선 전용으로 되어 있다.
개찰구는, 주오도리로에는 「주오구치」・「쓰바메구치」(구 「서쪽 출구」), 「하카타구치」가, 히가시도리로측에는 「동쪽 출입구」와「마잉구 상점가 출입구」가 있었지만, 이 중 「쓰바메구치」, 「하카타구치」는 2007년 10월 28일 개장 공사를 위해 폐쇄, 폐지되었다. 전술의 「하카타 시티 3층 개찰구」와「한큐백화점 개찰구」, 「아뮤프라자 하카타 개찰구」・「도큐 핸즈 개찰구」가 신역건물 개업과 거의 동시에 신설되었다. 덧붙여 히가시도리로의 동쪽 출입구는 「북쪽 개찰구」, 마잉 상점가 출입구는 「마잉 개찰구」로 각각 명칭 변경되었다.

##### 재래선 승강장
| 1・2 | ■ 가고시마 본선                   | (상행) | 가시이・오리오・고쿠라・오이타 방면       | 특급은 주로 2 번 승차장 |
| 3・4 | ■ 가고시마 본선                   | (상행) | 가시이・오리오・고쿠라 방면               |                         |
| 3・4 | ■ 가고시마 본선                   | (하행) | 사가・사세보・하우스텐보스・나가사키 방면 | 나가사키 본선 직행 특급 |
| 5・6 | ■ 가고시마 본선                   | (하행) | 후쓰카이치・도스・구루메 방면             |                         |
| 7    | ■ 가고시마 본선                   | (하행) | 후쓰카이치・도스・구루메 방면             |                         |
| 7    | ■사사구리 선 (후쿠호쿠 유타카 선) |        | 신이즈카・노가타・오리오 방면             |                         |
| 8    | ■사사구리 선 (후쿠호쿠 유타카 선) |        | 신이즈카・노가타・오리오 방면             |                         |

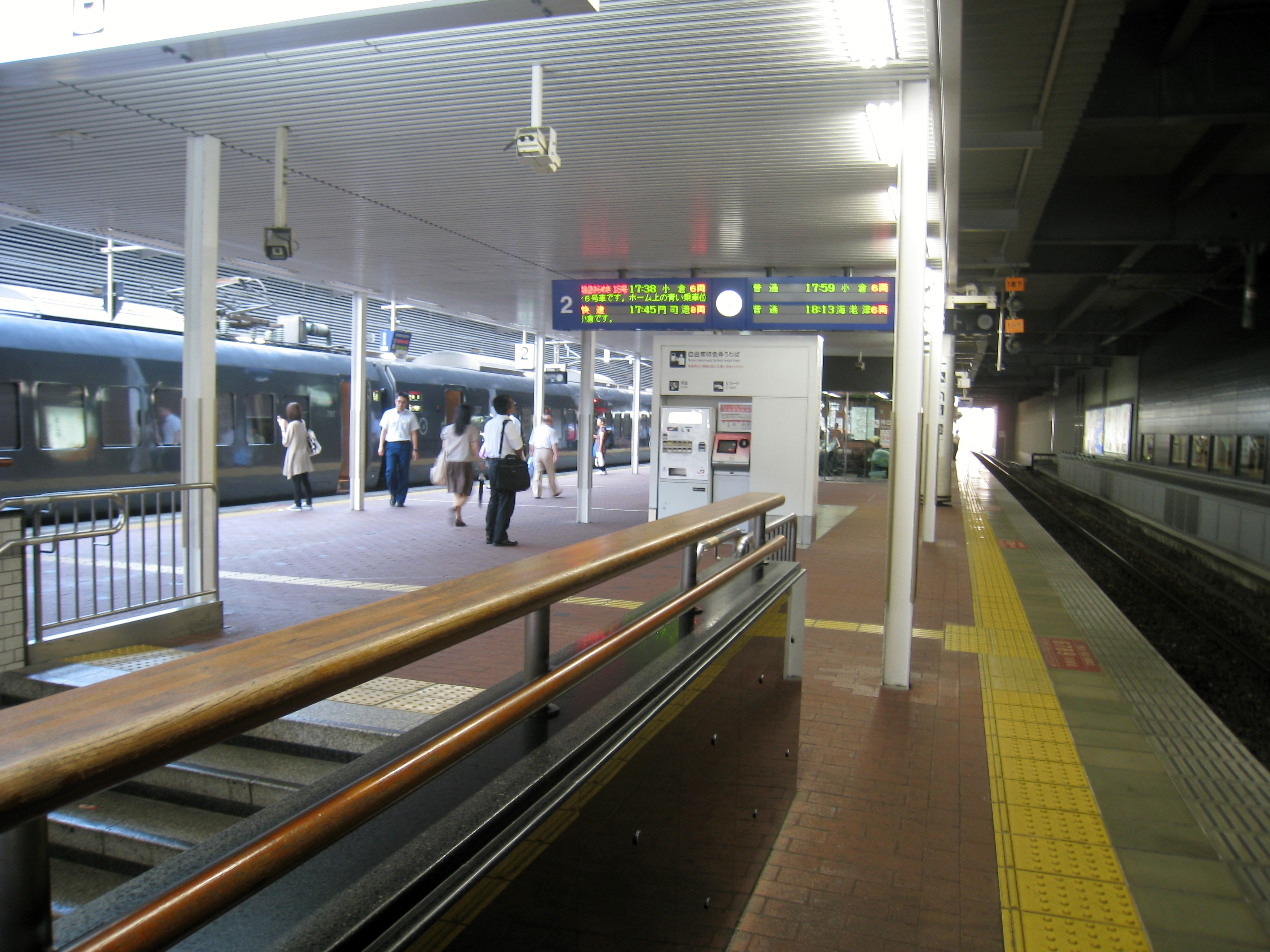
1・2번 승강장
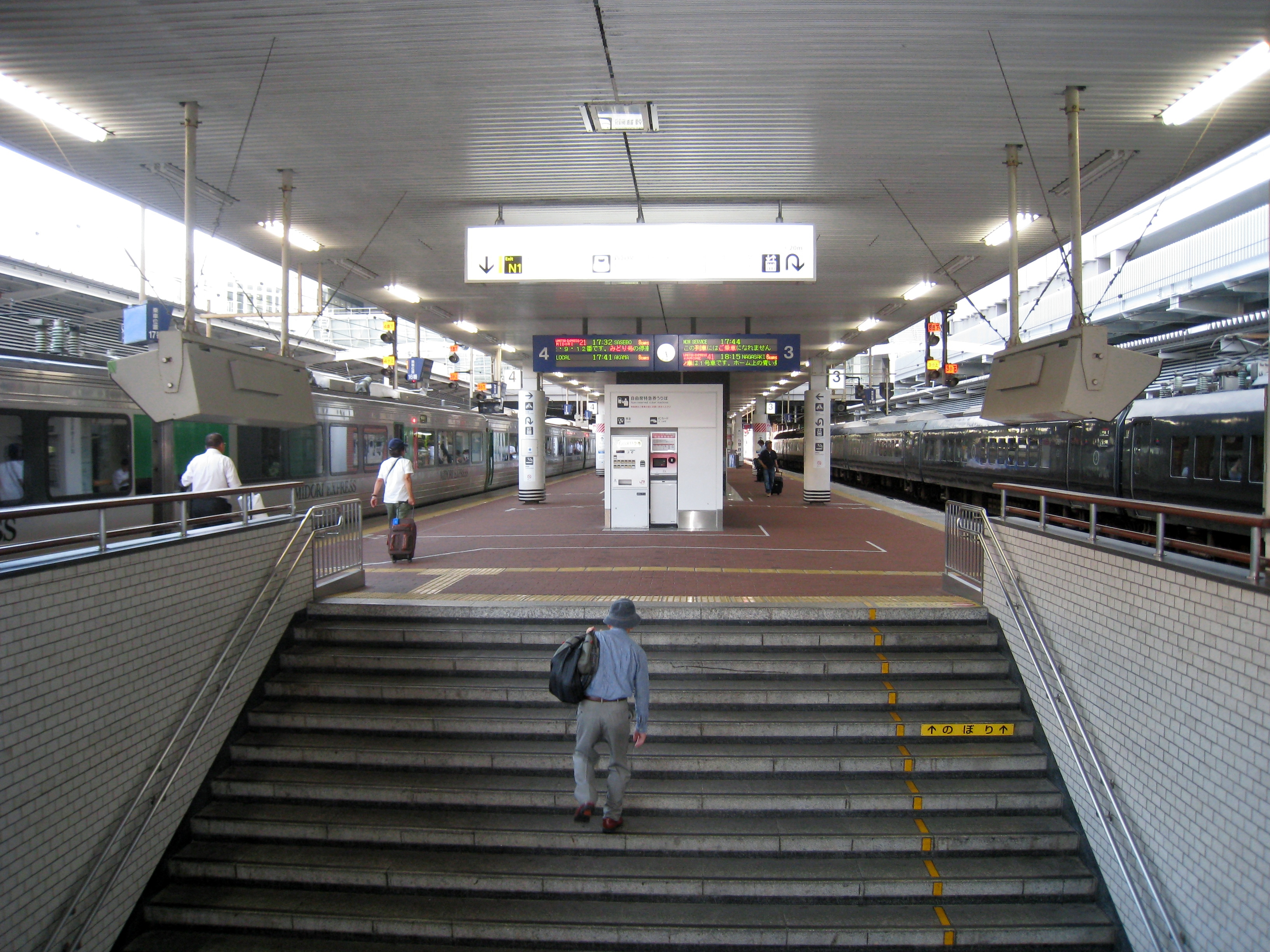
3・4번 승강장
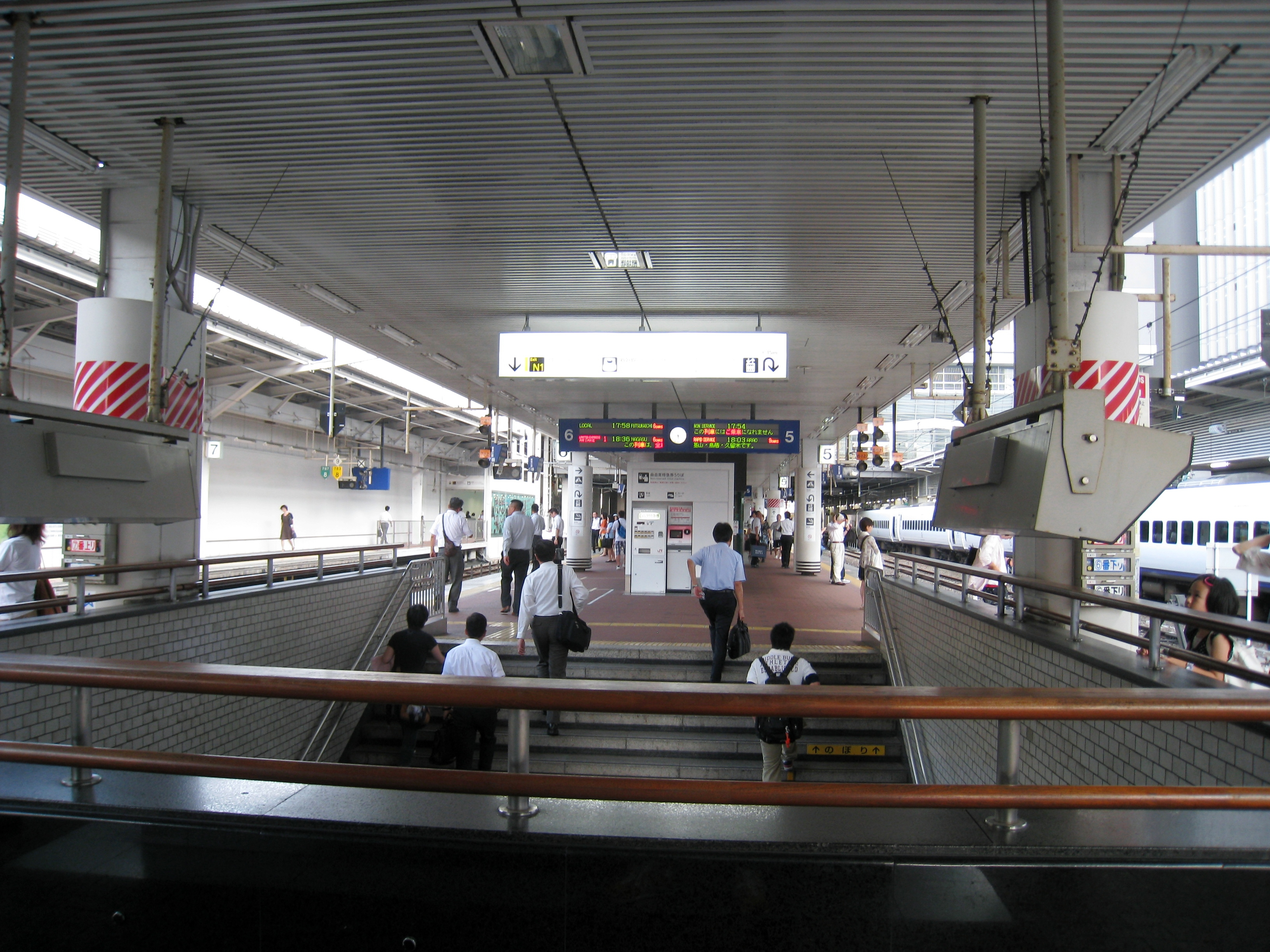
5・6번 승강장
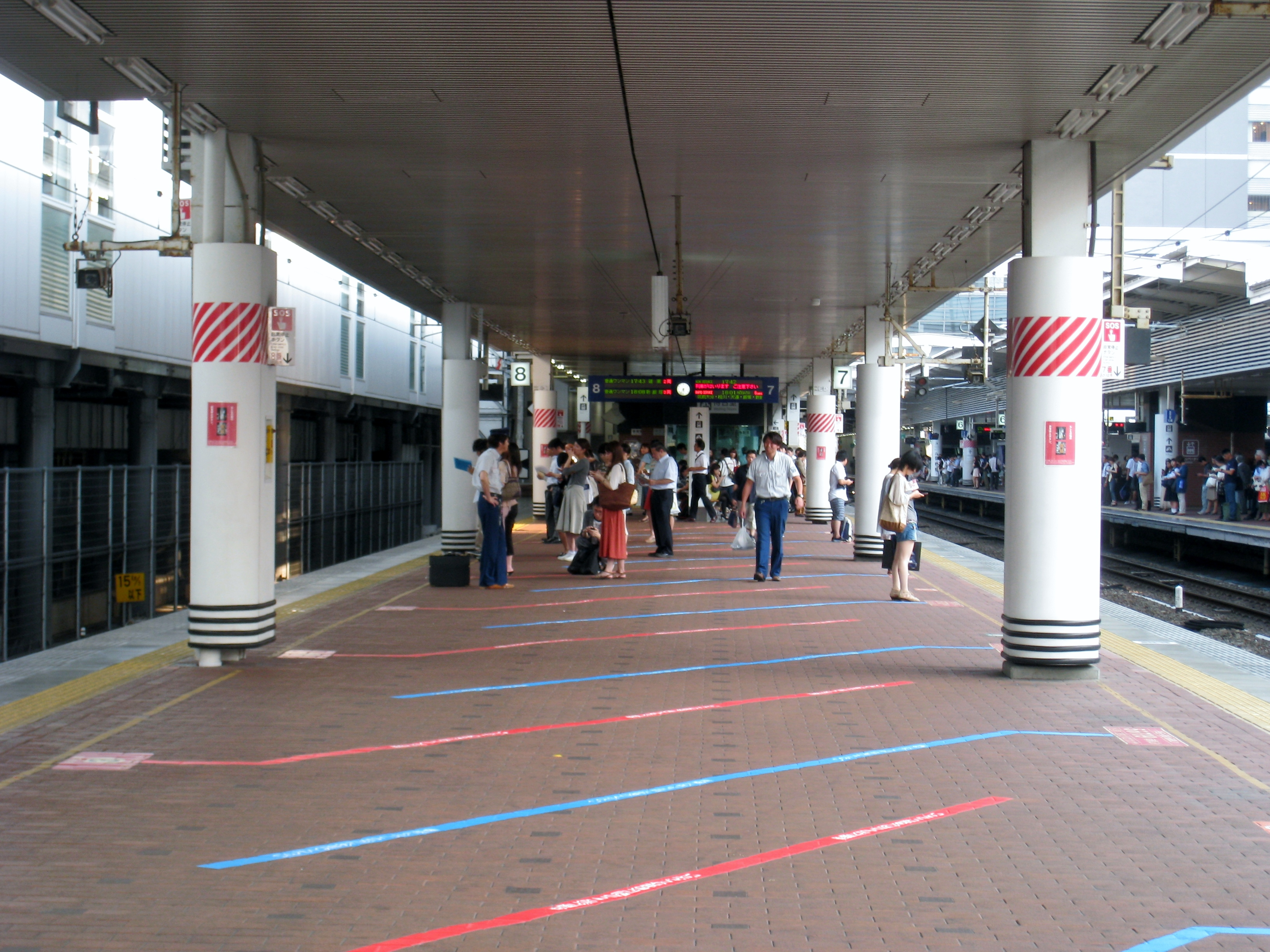
7・8번 승강장
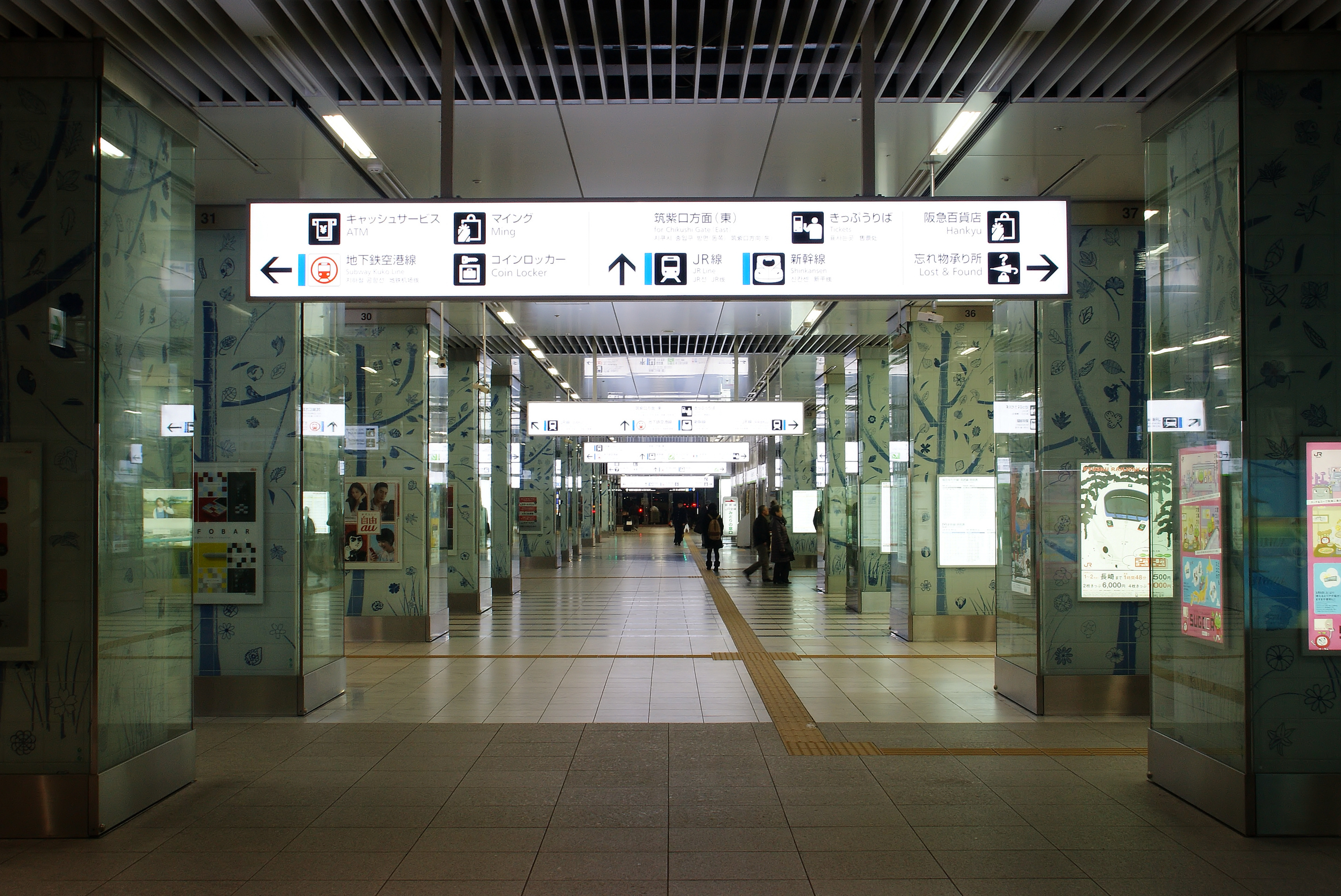
중앙 콩코스(광장)
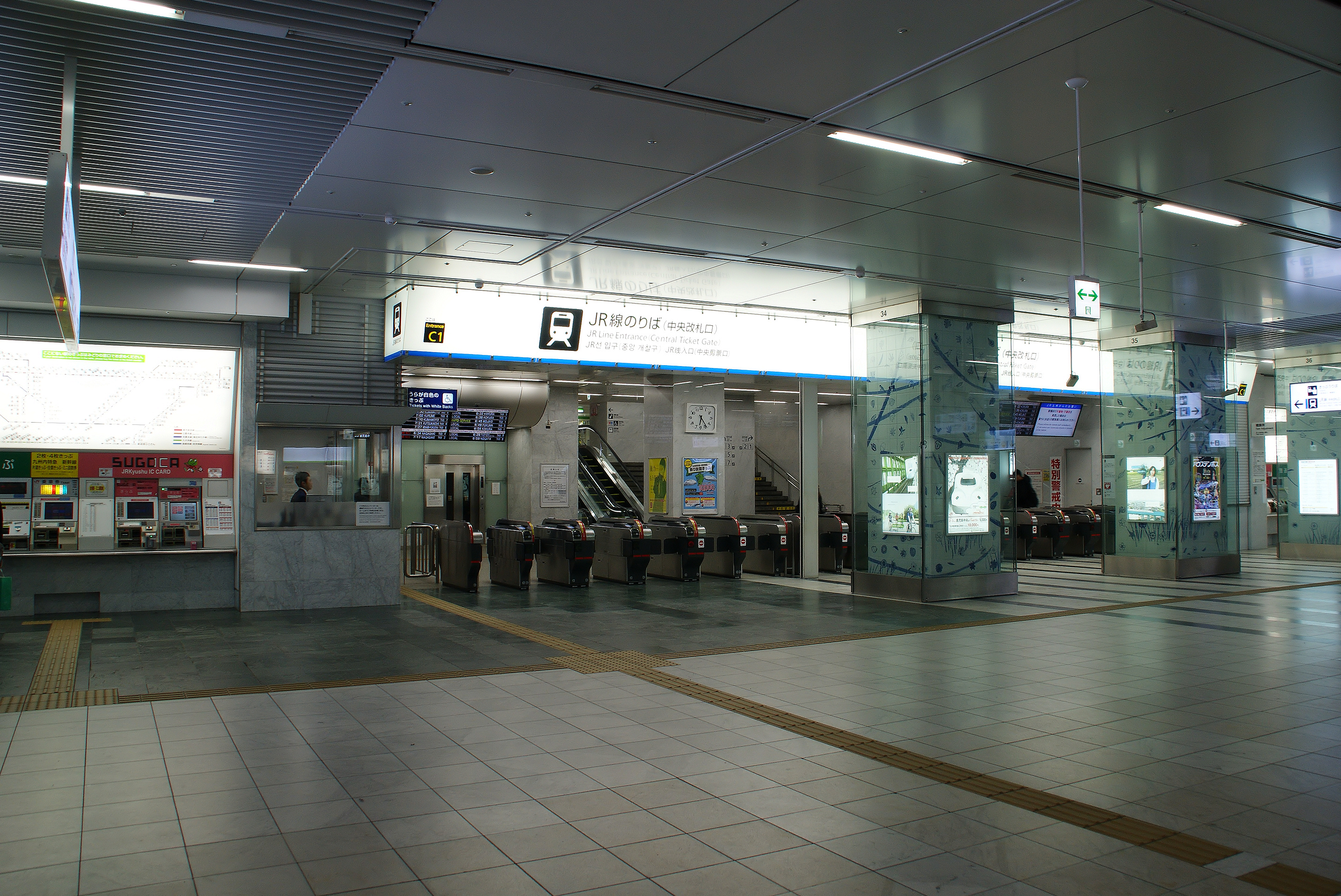
중앙 개찰구
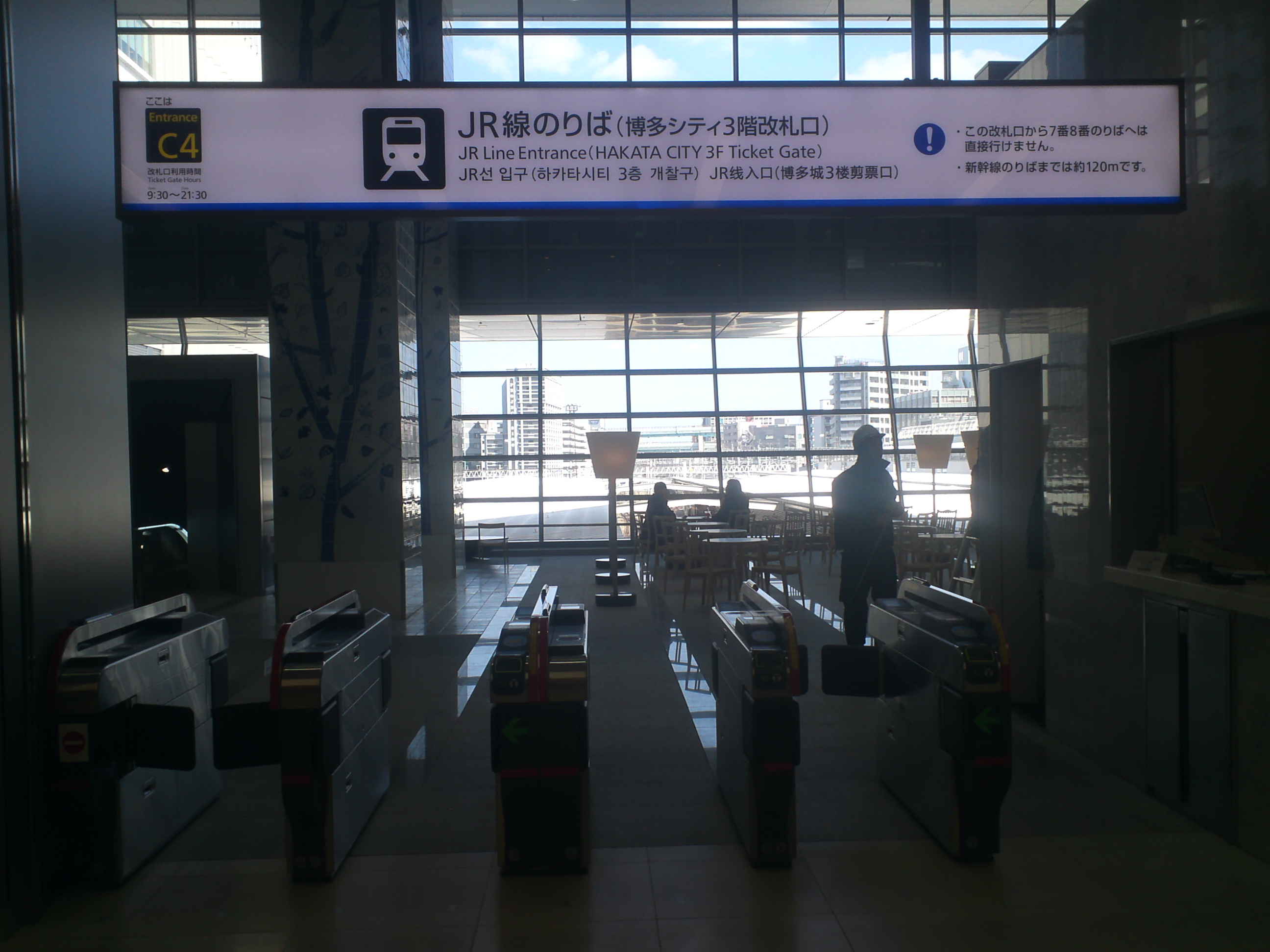
하카타 시티 3층 개찰구
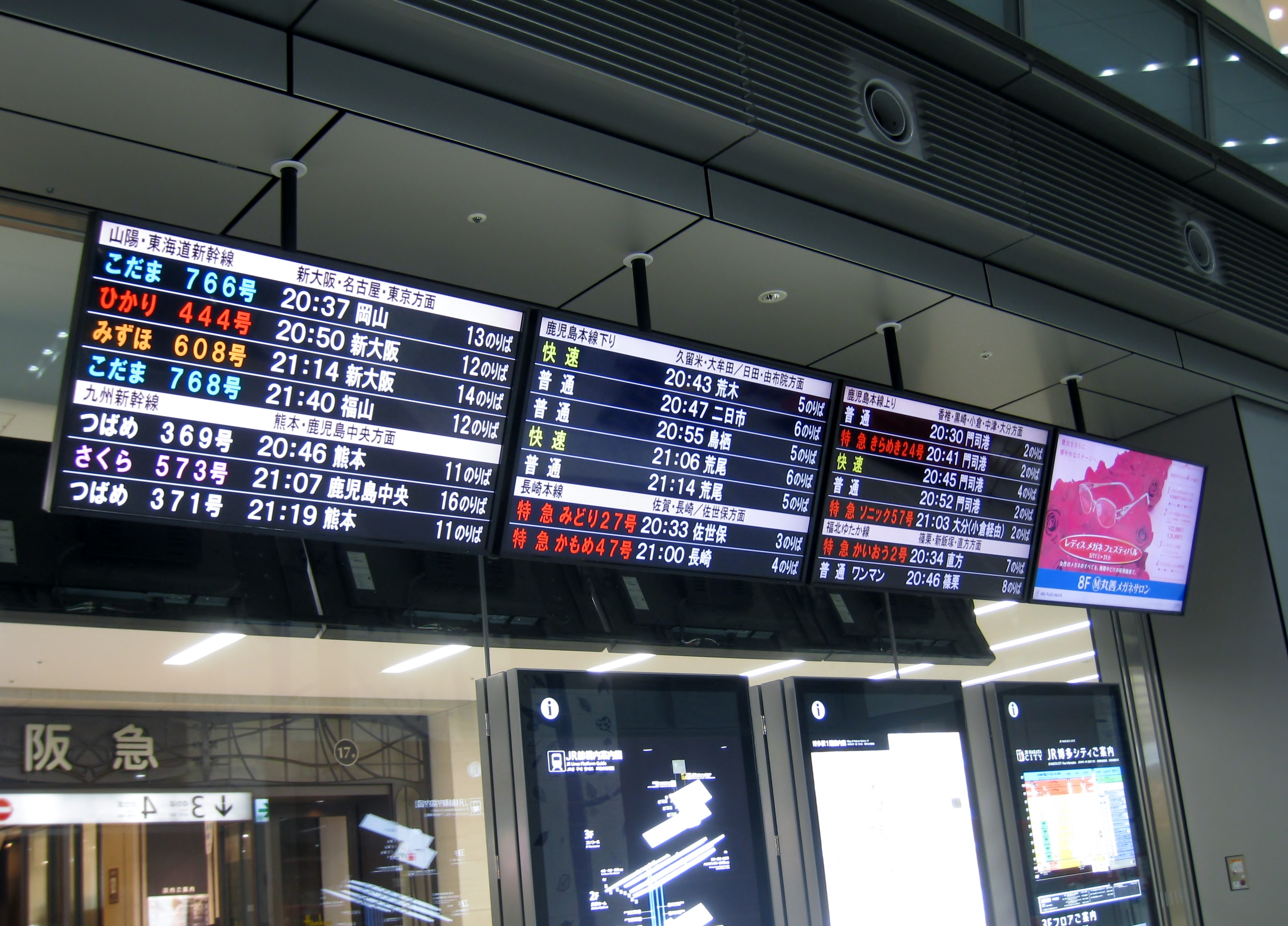
LCD 행선안내기(하카타 시티 3층 개찰구)
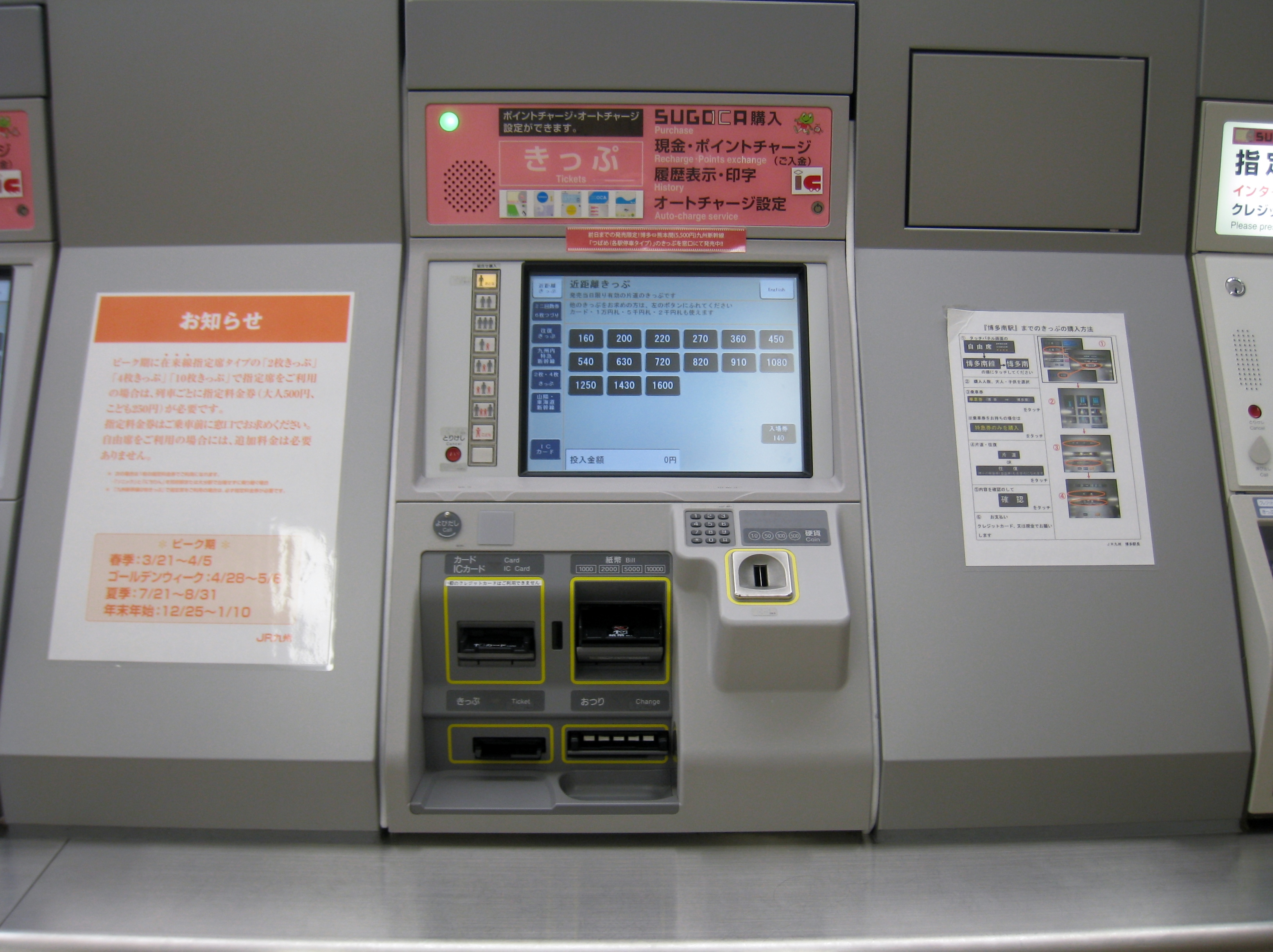
하카타역에 설치되어 있는 매표기(하카타 시티 3층 개찰구)
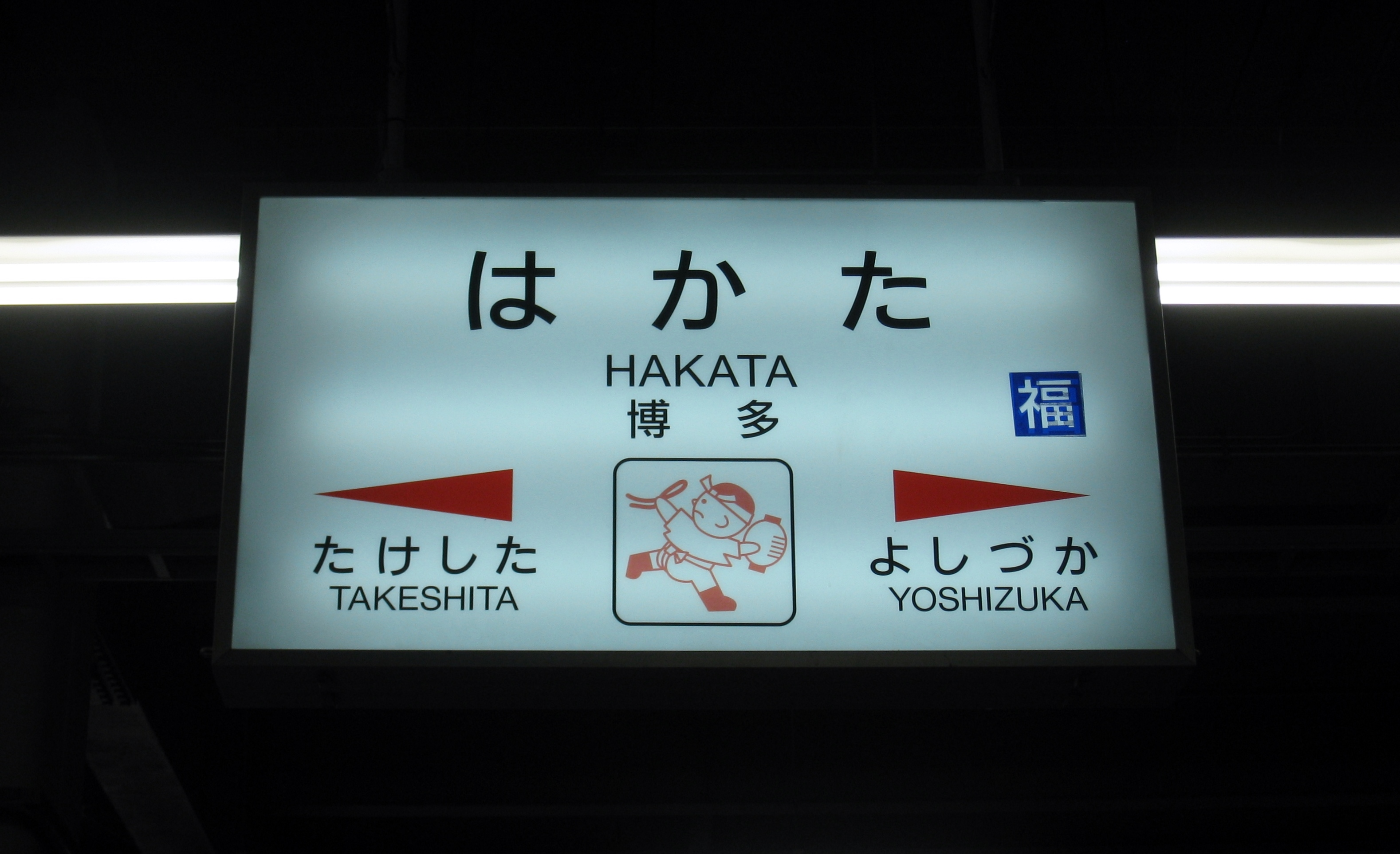
역명판

##### 신칸센 승강장
| 11     | 규슈 신칸센       | 신토스・구루메・구마모토・센다이・가고시마추오 방면                      | 이 역 발착 열차에 한함     |
| 11     | ■ 하카타미나미 선 | 하카타미나미 방면(하카타 종합차량사업소 - 신칸센 차량기지 입・출고 선로) |                            |
| 12・13 | 산요 신칸센       | 고쿠라・신야마구치・히로시마・후쿠야마・오카야마・신오사카・도쿄 방면    | 노조미 호는 독점적 12 번선 |
| 14     | 산요 신칸센       | 고쿠라・신야마구치・히로시마・후쿠야마・오카야마・신오사카・도쿄 방면    |                            |
| 14     | 규슈 신칸센       | 신토스・구루메・구마모토・센다이・가고시마추오 방면                      |                            |
| 14     | ■ 하카타미나미 선 | 하카타미나미 방면(하카타 종합차량사업소 - 신칸센 차량기지 입・출고 선로) |                            |
| 15・16 | 규슈 신칸센       | 신토스・구루메・구마모토・센다이・가고시마추오 방면                      |                            |
| 15・16 | ■ 하카타미나미 선 | 하카타미나미 방면(하카타 종합차량사업소 - 신칸센 차량기지 입・출고 선로) |                            |

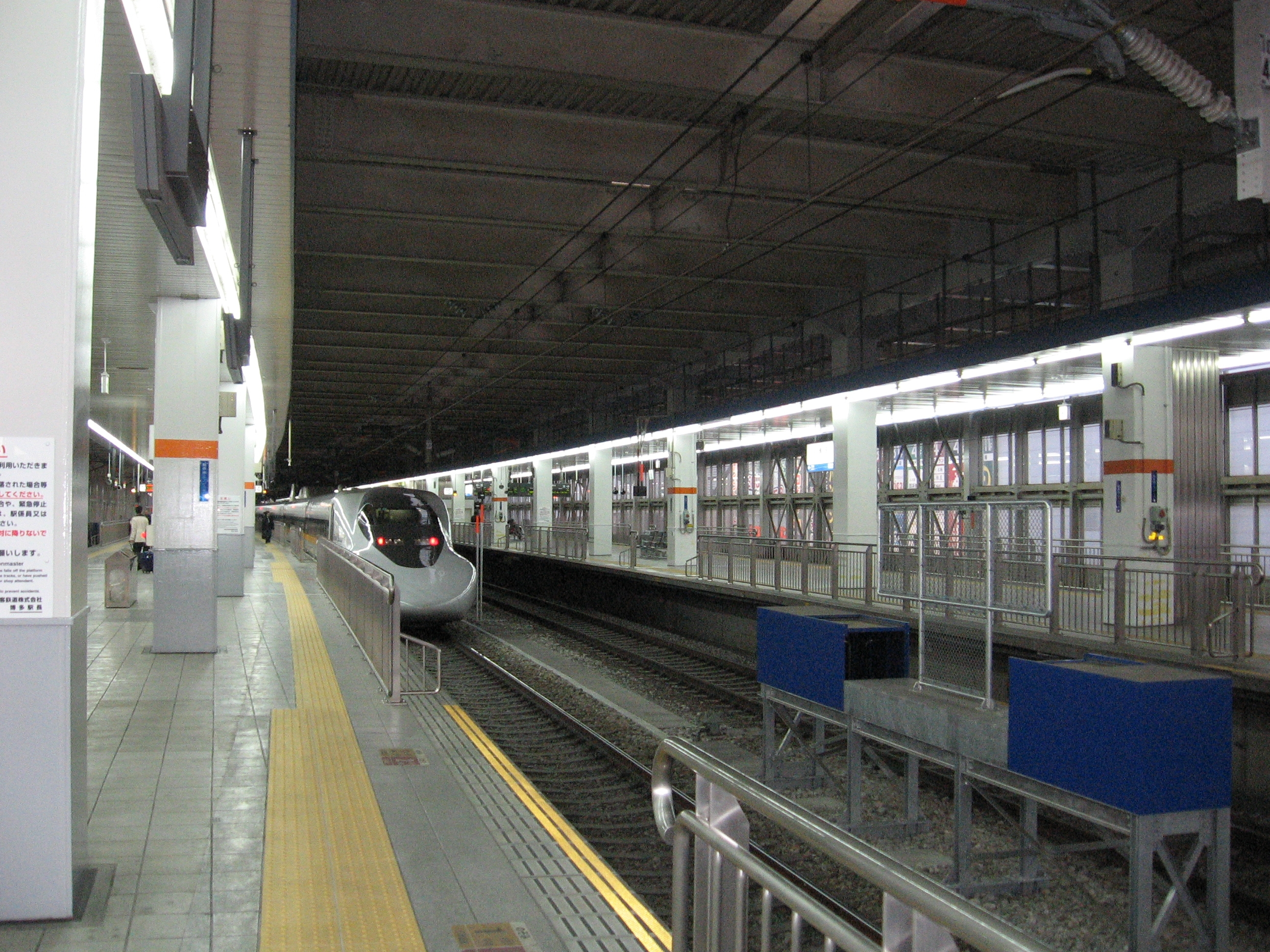
산요 신칸센 승강장
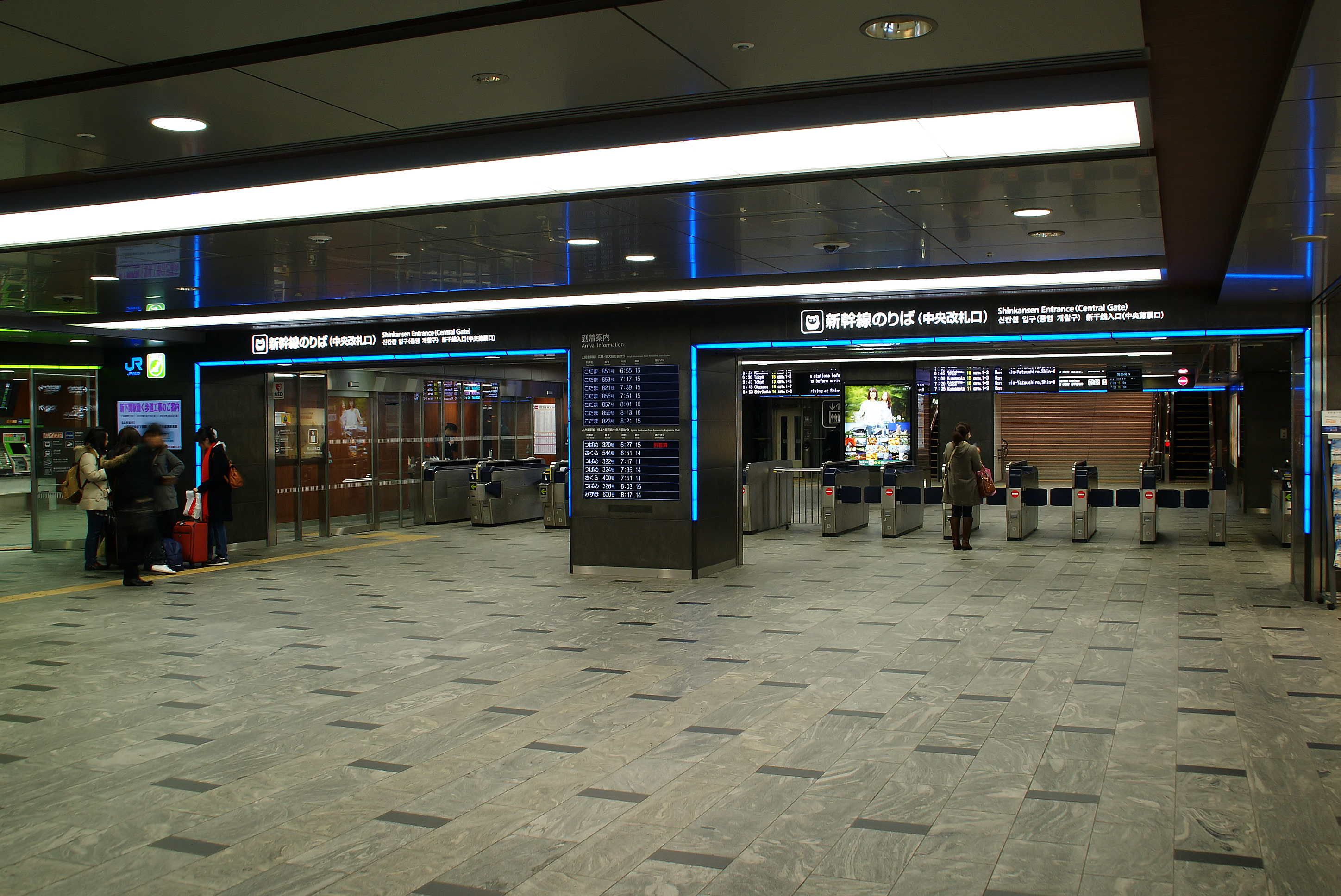
신칸센 중앙 개찰구
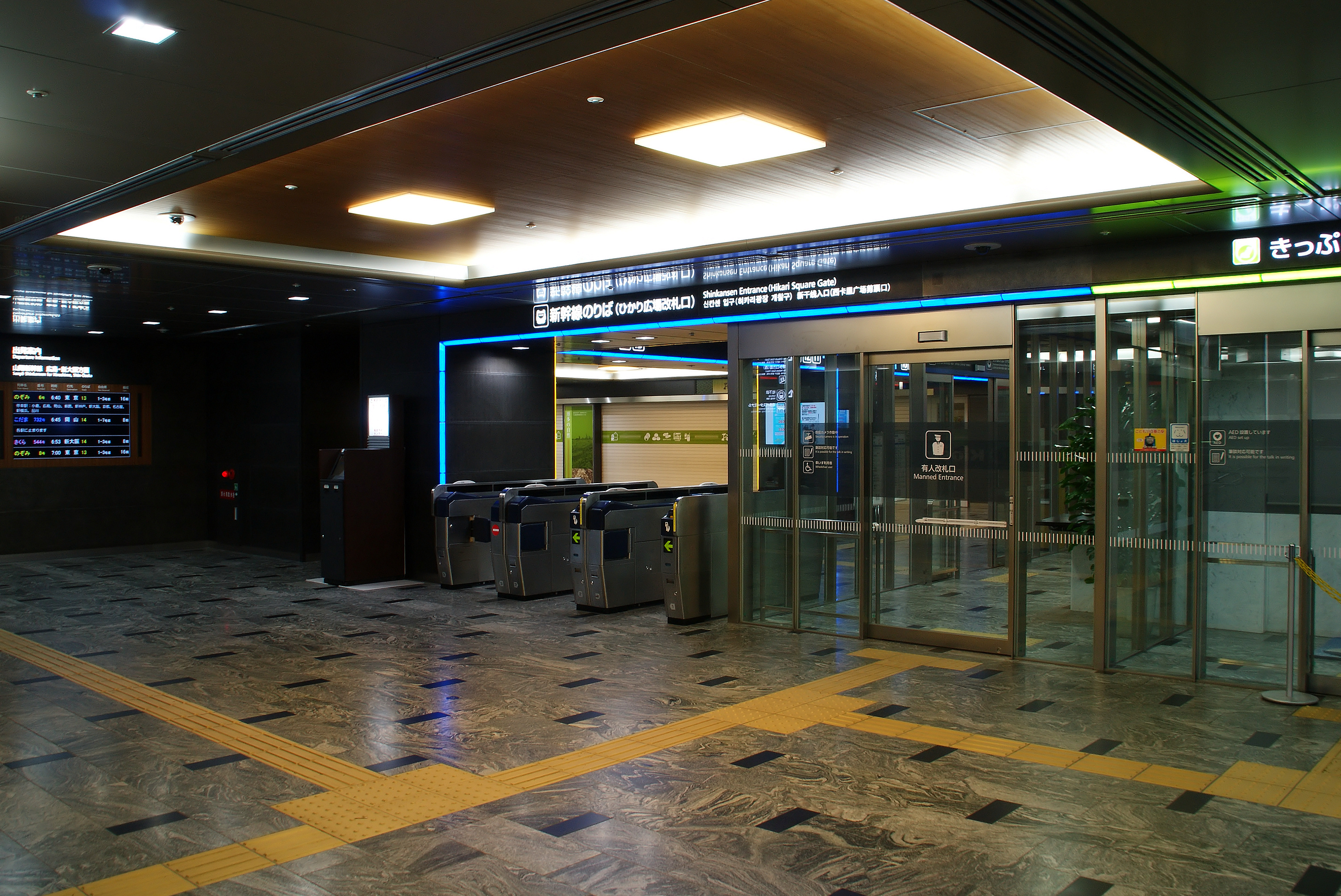
빛(히카리)광장 개찰구
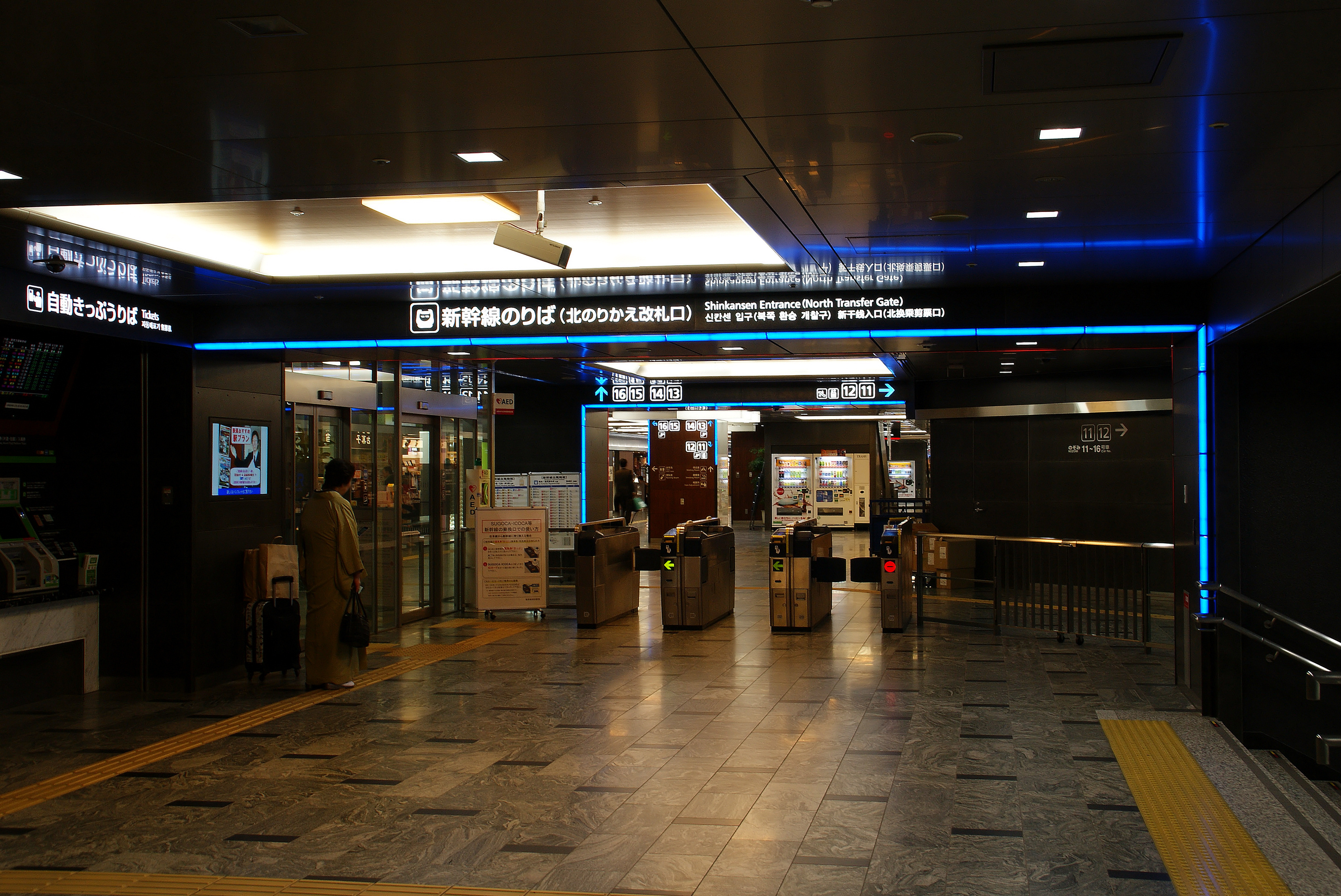
북부 환승 개찰구

### 후쿠오카 시 지하철
공항선 의역는 섬식 승강장 1면 2선을 가지는 지하역이다. 히가시히에 방면에 인상선이 있어, 정기 열차에서는 막차에만 사용한다.
역의 심볼 마크는 후쿠오카 시 출신의 그래픽 디자이너 니시지마 이사오가 디자인한 것으로, 하카타오리 문양 모양이다.
공항선 의역의 승강장은 지하 3층에 있다. 중앙 광장은 지하 1층에 하카타구치 방면의 「하카타 출입구」와 지쿠시구치 방면의 「지쿠시 출입구」가, 역 중앙 광장 하부의 지하 2층에 「중앙 출입구」가 있어 3개소로 나누어져 있다. 하카타구치 중앙 광장과 중앙 출구 중앙 광장은 지하에서 직결되고(개찰 내・개찰 외 모두), 지쿠시구치 중앙 광장에서 개찰 외에 나왔을 경우는 일단 지상에 나올 필요가 있다. 출입구의 번호는 하카타구치가 1 - 4번, 중앙 출구가 5 - 7번, 지쿠시구치가 11 - 17번(16번은 결번)이 되고 있었지만, 하카타 역 주변의 정비에 맞추어 하카타구치 방면의 지상과의 출입구를 서(西)1번~15번, 지쿠시구치 방면을 동(東)1번~6번, 중앙 출구를 중(中)1번~3번으로 고쳤다. 하카타구치의 출입구가 큰 폭으로 증가한 것은, 역 주변 정비에 의해 지상 출구가 증가한 것과 모든 지상 출구에 지하철의 출입구 번호를 할당했기 때문. 역장 사무실은 서 1번 출구 아래에 설치되어 있다.
2007년 2월에는 지쿠시구치의 자동 개찰기가 신형으로 교체되었다(JR 큐슈의 것과 다른 색의 동형 기기).
1983년 3월 22일의 개업 당시는 임시역으로서 현재의 기온 역 방면 연락 통로에 마련한 역에서 영업하고 있었다. 1985년 3월 3일에 현재의 역이 개업했다. 덧붙여 기온 역과는 다이후쿠 대로 지하의 중앙 광장에서 직결하고 있어, 중앙 광장에 지상 출구(P1~P9)가 설치되어 있다.
지하철 차내에서의 안내에 대해서는, JR선의 환승은 「신칸센, 가고시마 본선」이라고 아나운스 되어 후쿠호쿠유타카 선은 아나운스 되지 않는다.단, 303계(K03 편성)의 표시기에는 「신칸센, 가고시마 본선, 후쿠호쿠유타카 선」 모두 표시된다.
2011년 11월 7일, 후쿠오카시는 2020년도를 목표로 지하철 나나쿠마 선을 덴진미나미 역부터 커넬시티 하카타 부근을 경유해 이 역까지 연신할 계획일 것을 밝혀, 2012년 6월 11일에 철도 사업 허가를 취득하였다. 나나쿠마 선의 역은 하카타구치 역전 광장의 지하 약 25m의 위치에 설치되어, 지하가나 JR 역 중앙 광장과 잇는 되 있다. 환승 거리는 수평 방향으로 약 150m이다. 나나쿠마선 의역는 섬식 승강장 1면 2선을 가진 지하역으로, 종점역이다. 승강장은 지하 5층에 있으며, 지하 4층에 콩코스가 있다.
승강장의 형태는 다음과 같다.
| 1   | ■ 공항선     | 후쿠오카 공항 방면                            |
| 2   | ■ 공항선     | 덴진・메이노하마・지쿠젠마에바루・가라쓰 방면 |
| 3 4 | ■ 나나쿠마선 | 하시모토 방면                                 |

## 이용객 현황
1일 평균 승차 인원의 합계는 약 18만명으로, 당 역의 이용 객수는 규슈의 역으로서는 최다이다. 근래 들어 대폭적인 증가 경향에 있어 2011년도는 JR 큐슈의 역으로서는 처음으로 승차 인원이 10만명을 돌파했다.
- JR 큐슈- 1일 평균 승차 인원 108,867명(2012년도) - JR 큐슈에서는 최다.
- JR 서일본- 1일 평균 승차 인원 17,793명(2011년도)
- 후쿠오카 시 교통국- 1일 평균 승차 인원 63,357명(2012년도) -후쿠오카 시 교통국에서는 최다.

| 年度   | 1일 평균 승차 인원 | 1일 평균 승차 인원 | 1일 평균 승차 인원 | 1일 평균 승차 인원 | 1일 평균 승차 인원 | 1일 평균 승차 인원 |
| 年度   | JR 큐슈            | JR 큐슈            | JR 서일본          | JR 서일본          | 지하철 공항선      | 지하철 공항선      |
| ------ | ------------------ | ------------------ | ------------------ | ------------------ | ------------------ | ------------------ |
| 1987년 | 56,608             | [ 33 ]             |                    |                    |                    |                    |
| 1988년 | 62,047             | [ 33 ]             |                    |                    |                    |                    |
| 1989년 | 68,318             | [ 33 ]             |                    |                    |                    |                    |
| 1990년 | 73,295             | [ 34 ]             |                    |                    |                    |                    |
| 1991년 | 79,682             | [ 34 ]             |                    |                    |                    |                    |
| 1992년 | 85,889             | [ 34 ]             |                    |                    |                    |                    |
| 1993년 | 88,997             | [ 34 ]             |                    |                    |                    |                    |
| 1994년 | 91,099             | [ 34 ]             |                    |                    |                    |                    |
| 1995년 | 94,034             | [ 35 ]             |                    |                    |                    |                    |
| 1996년 | 97,844             | [ 35 ]             |                    |                    |                    |                    |
| 1997년 | 96,762             | [ 35 ]             |                    |                    |                    |                    |
| 1998년 | 97,795             | [ 35 ]             |                    |                    |                    |                    |
| 1999년 | 97,595             | [ 35 ]             |                    |                    |                    |                    |
| 2000년 | 96,123             | [ 36 ]             |                    |                    |                    |                    |
| 2001년 | 97,794             | [ 36 ]             |                    |                    | 52,915             | [ 37 ]             |
| 2002년 | 98,199             | [ 36 ]             |                    |                    | 53,138             | [ 37 ]             |
| 2003년 | 97,945             | [ 36 ]             |                    |                    | 52,364             | [ 37 ]             |
| 2004년 | 97,530             | [ 36 ]             |                    |                    | 52,045             | [ 37 ]             |
| 2005년 | 97,988             | [ 38 ]             | 16,606             |                    | 52,222             |                    |
| 2006년 | 99,019             | [ 39 ]             | 16,776             |                    | 54,582             |                    |
| 2007년 | 98,653             | [ 40 ]             |                    |                    | 54,957             | [ 41 ]             |
| 2008년 | 98,353             | [ 42 ]             |                    |                    | 54,942             | [ 41 ]             |
| 2009년 | 96,518             | [ 43 ]             | 15,853             |                    | 52,731             | [ 41 ]             |
| 2010년 | 99,006             | [ 44 ]             |                    |                    | 55,301             | [ 41 ]             |
| 2011년 | 107,112            | [ 45 ]             | 17,793             | [ 46 ]             | 61,496             | [ 41 ]             |
| 2012년 | 108,867            | [ 47 ]             |                    |                    | 63,357             | [ 48 ]             |

## 역사 주변
역 주변은 덴진 지구와 대등한 후쿠오카시의 도심부, 및 번화가가 되고 있어 인파가 끊이지 않는다. 또 신칸센의 주요역이라고 하는 입지도 있어, 각 기업 등의 지사, 지점이 다수 존재하고 있다. 하카타구치・지쿠시구치를 불문하고 상업 시설・오피스 빌딩・비지니스용 호텔이 혼재한다.

### 역 건물·지하 상가
1963년에 현재지에 이전한 이래, 역 건물・상업 시설은 다음과 같은 구성이 되어 있다.
하카타구치 역사
하카타 스테이션 빌딩→JR 하카타 시티(2011년)
현재지 이전 후의 역 건물 「하카타 스테이션 빌딩」에는 1966년부터 하카타 이즈쓰야 백화점이 입주하고 있었다. 규슈 신칸센 가고시마 루트의 하카타 역 노선 연장에 수반해 하카타 스테이션 빌딩을 해체하고, 면적을 큰 폭으로 확대한 새로운 역 건물이 건설되게 되었다. 2007년 3월에 하카타 이즈쓰야가 폐점, 그 해 여름부터 해체가 개시되었다. 새로운 역 건물 「JR 하카타 시티」는 2011년 3월 3일 오픈하였다.
재래선 승강장 고가 하부(북쪽 부분)
마잉구 하카타 역 상점가
지쿠시구치 역 건물(신칸센 승강장 바로 윗쪽)
하카타 데이토스(2009년 4월부터 리뉴얼 공사를 위해 반년간 휴업)
신칸센 하카타 빌딩, 하카타 역 옥상 주차장
하카타역 지하가
그 밖에 인접하는 시설로는 하카타 버스 터미널이 있다. 덧붙여 지쿠시구치 근처에 있던 JR 큐슈 구 본사 빌딩 철거지에 입체 주차장(약 380대 수용)과 식당가가 들어가는 「JR 큐슈 지쿠시구치 빌딩」(애칭：에키(역)사이드(Ex-side) 하카타)가 2007년 4월에 오픈했다. 규슈 신칸센 전면 개통을 대비해서 하카타 버스 터미널, 마잉구 하카타 역 상점가(2011년 11월)등도 개장을 실시하였다.

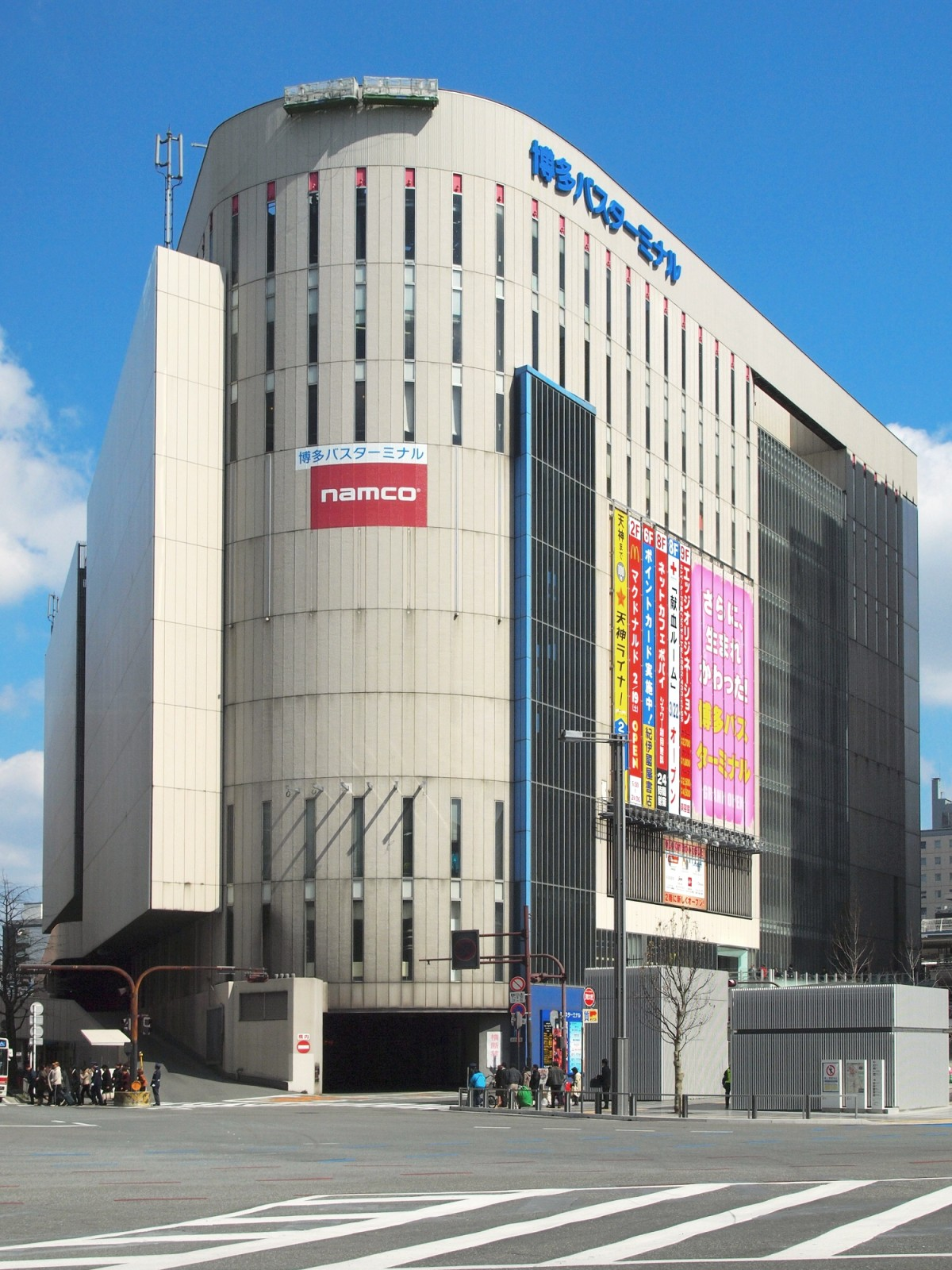
하카타 버스 터미널(하카타구치)
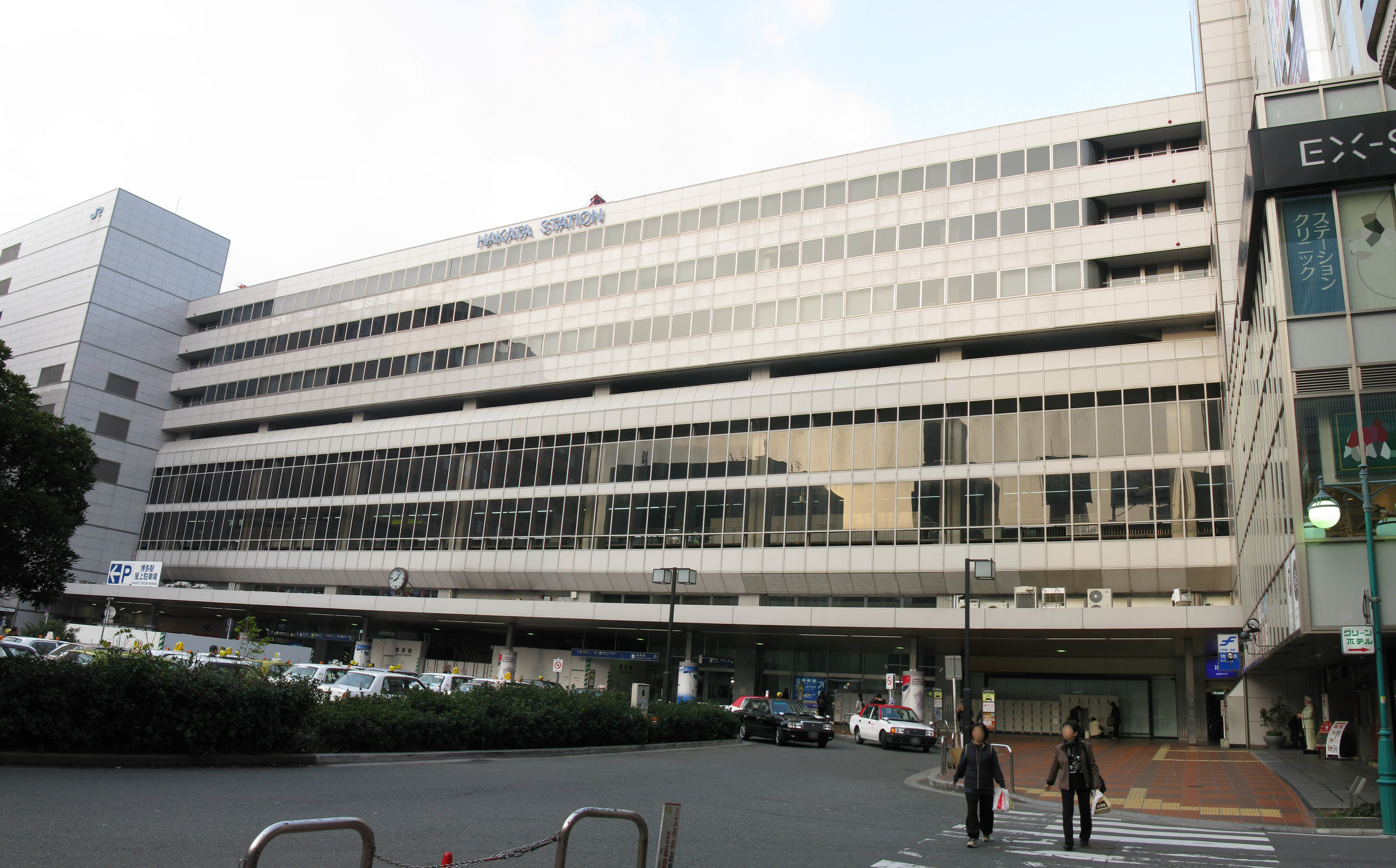
신칸센 하카타 빌딩(지쿠시구치)
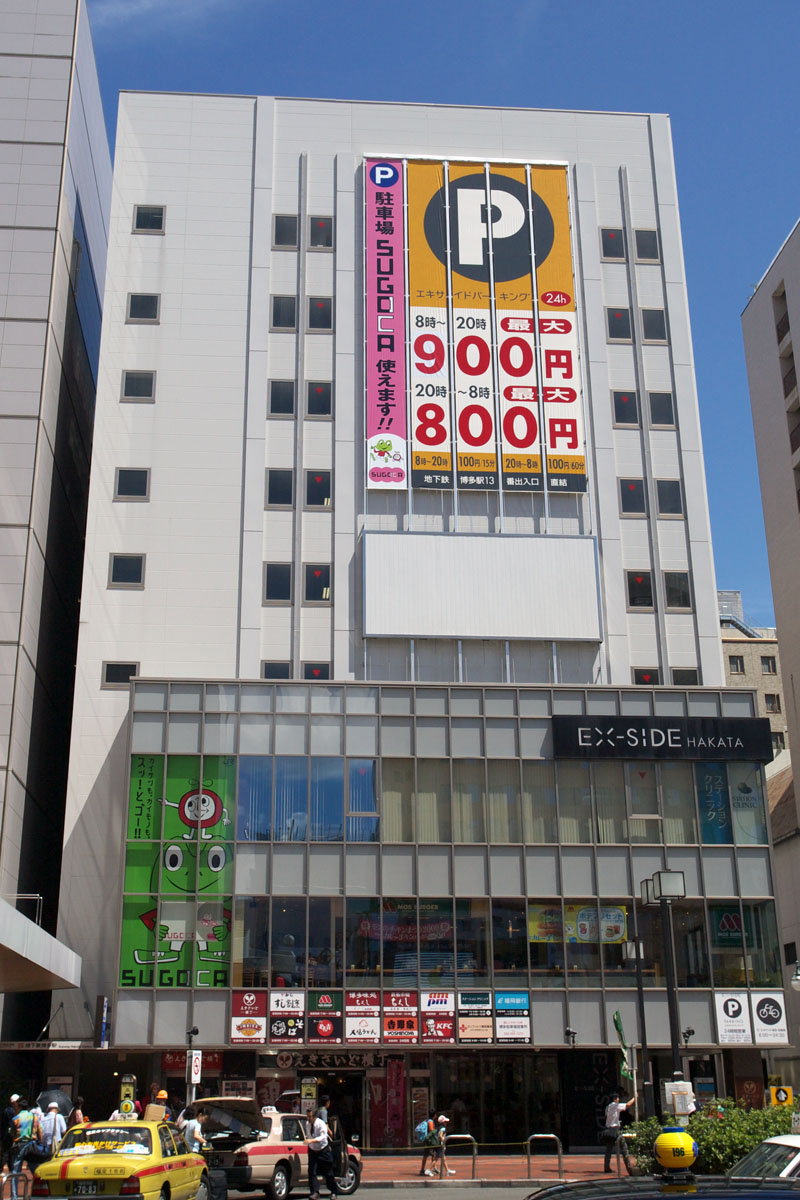
에키사이드 하카타(지쿠시 출입구)

◎：역과 지하가 등에서 직결하고 있는 시설 등

### 하카타 출입구(하카타구치)
- ◎하카타 버스 터미널
- 니시테쓰 버스 하카타 자동차 영업소
- JR 규슈 버스 하카타지점
- 메이지 공원
- 후지타 공원
- 닌진 공원
- 하카타 우체국
- 서일본 시티 은행(구 후쿠오카 시티 은행)본점
- ◎하카타 신 미쓰이 빌딩
- ◎후쿠오카 아사히 빌딩
- 아사히 신문 후쿠오카 본부
- ◎후쿠오카 센터 빌딩
- 요요기 제미날 후쿠오카교
- 캐널 시티 하카타(서쪽으로 약 1km)

아래 장소는 ◎후쿠오카시 지하철 기온역쪽에 좀더 가까워진다.
- 데키마치 공원(초대 하카타역 철거지의 일부)
- 하카타 구청
- 하카타 경찰서
- ◎ 서일본 시티 은행 후쿠오카지점 (구 서일본은행 본점)
- TVQ 규슈 방송
- 히가시쵸지(東長寺)

#### 호텔
- ANA 크라운 프라자 호텔 후쿠오카(구 하카타 전일공(全日空)호텔)
- ◎호텔 일본 항공 후쿠오카
  - 컴퍼트 호텔 하카타
- 호텔 도큐 비즈포트 하카타
- 니시테쓰 인 하카타
- JR 큐슈 호텔브랏삼 하카타 중앙
- 호텔 루트 인 하카타 역 앞
- 듀크스 호텔 하카타
- 호텔 캐비나스 하카타
- 호텔 콤즈 후쿠오카(구 미쓰이 어번 호텔 후쿠오카)
- 토요코인 하카타 역 앞
- 하카타 시티 호텔

### 지쿠시 출입구(지쿠시구치)
- ◎에키사이드 하카타(EX-SIDE HAKATA)
- 후쿠오카 고속 2호선 하카타 역 동부 출입구
- 국도 3호선
- 국도 385호선
- 오토와 공원
- 미카사 강
- 후쿠오카 합동 청사
- 후쿠오카 현 동부 종합 청사
- 히가시후쿠오카 지쇼칸 중학교・히가시후쿠오카 고등학교
- 후쿠오카 시립 히가시스미요시 초등학교・중학교
- 후쿠오카 시립 가타카스 초등학교
- 서일본 시티 은행 하카타 역 동부 지점
- 기타큐슈 은행(구 야마구치 은행)하카타 역 동부 지점
- 요도바시 카메라 멀티미디어 하카타
- 하카타 스타레인(볼링장)
- 하트 인 하카타 역점

#### 호텔
- ◎호텔 센트라자 하카타
- 호텔 클리오 코트 하카타
- 호텔 루트 인 하카타 역 남부
- 산라이후 호텔 2・3
- 하카타 그린 호텔
- 하카타 미야코 호텔
- 도요 호텔-후쿠오카
- 하카타 제일 호텔
- 호텔 사라이 후쿠오카
- 호텔 센츄리 아트
- JR 큐슈 호텔브랏삼 후쿠오카
- 하카타 터미널 호텔
- 하얏트 리젠시 후쿠오카
- WITH THE STYLE FUKUOKA

## 사건
- 2016년 (헤이세이 28년) 11월 8일 : 하카타 역앞 도로 함몰 사고

### 내용주
1. ↑  하카타 역 자체는 이전 및 개축을 여러번 해왔기 때문에 "현존하는 가장 오래된 역"이라는 뜻은 아니다. 다른 역으로는 후쓰카이치역, 하루다역, 다시로역, 도스역이 있다
2. ↑  PiTaPa는 포스트페이 방식이며, 해당 업체와 다른 회사는 대중교통 이용에 있어서의 호환만 협력하기 때문에, PiTaPa에 직접적으로 대응하는 점포에서만 이용할 수 있다.
3. ↑  예를 들면, 후쿠시마현 미나미소마시에 있는 하라노마치역(原ノ町駅). 이 역의 옛날 지자체 이름은 하라마치 시(原町市)였다.
4. ↑  만약 도쿄도가 특별구 하나하나를 1개의 도시로 보는 경우에는 신주쿠역이 도청 소재지 중심 역이 되겠지만, 도구부(23구) 전체가 도쿄라는 하나의 도시로 간주되기 때문에 도청 소재지 중심 역은 도쿄역이 된다. 오키나와의 경우는, 오키나와에는 JR선도 없고, 현청 소재지인 나하시에는 모노레일은 다니지만 역들의 규모가 유사하여 특정한 중심 역이 없다.
5. ↑  단, 7번 타는곳은 이후 사용 재개.
6. 1 2  구 하카타 우체국 건물 부지에 오픈한 상업 시설로, 주요 임차인으로 하카타 마루이 등이 입주해 있다.[20]현재의 하카타 우체국은 JRJP 하카타 빌딩 1층에 입주하여 있다.
7. ↑  각각 하카타 한큐와의 경계 부근.
8. ↑  JR 하카타 시티 낙성 초기에는 지금의 긴세이가 있던 자리에 미도리노마도구치와 JR큐슈 여행이 설치되어 있었다.

## 참고 문헌
- 규슈 철도 100년제 시행 위원회 • 백년사 편찬부회, 편집. (1988). 《九州の鉄道100年記念誌 鉄輪の轟き》 [규슈의 철도 100년 기념지  철륜의 울림] (일본어) 초판. 큐슈여객철도.
- 오오쓰가 다카시 (2010년 1월). “往年の博多駅を偲ぶ” [왕년의 하카타 역을 그리워하다]. 《철도 픽토리얼》 (일본어) (전기차연구회) 828: pp.57 - 67.
- 《停車場変遷大事典》 [정차장 변천 대사전] (일본어) 초판. JTB. 1998.
- 쓰루 미치타카 (2015년 8월). “博多シティをかなめに色彩の電車群が行き交う 福岡都市圏のJR” [하카타 시티를 필요하게 하는 색채의 전차군이 오가는 후쿠오카 도시권의 JR]. 《철도 저널》 (일본어) (철도 저널사) 588: 60 - 63. JAN 코드 4910164991051.